# Содома
Содома, настоящее имя Джованни Антонио Бацци (итал. Il Sodoma, Giovanni Antonio Bazzi, 1477, Верчелли, Пьемонт — 15 февраля 1549, Сиена) — итальянский живописец сиенской школы живописи. Содома принадлежит к выдающимся художникам Высокого Возрождения и раннего маньеризма. В XVII и XVIII веках его считали второстепенным живописцем, однако начиная с XIX века интерес к нему возрос, и в дальнейшем художник занял надлежащее место в ряду выдающихся мастеров. Согласно Джорджо Вазари своё прозвание художник получил за беспутный образ жизни.

## До приезда в Сиену
Джованни Антонио происходил из семьи башмачника из Бриандате по имени Джакомо ди Антонио деи Бацци, который к 1475 году перебрался в городок Верчелли (Пьемонт), а в 1476 году женился на некой Анджелине из Бергамо. У них было трое детей, два сына — Джованни Антонио и Никколо, и дочь Амадея. Будущий художник был старшим среди детей Бацци, он родился в 1477 году, а в 1490 году поступил в обучение к пьемонтскому живописцу Джованни Мартино Спанцотти. В нотариальных архивах Верчелли сохранилось соглашение от 20 ноября 1490 года, которое отец Содомы, Джакомо Бацци, заключил с художником Джованни Спанцотти о том, что тот будет обучать его сына всем разновидностям живописи, включая работу по стеклу и дереву, в течение семи лет. Вместе со Спанцотти Содома некоторое время жил в Милане, где попал под влияние творчества Леонардо да Винчи, хотя точных свидетельств об их контакте не существует. Около 1501 года художник оказывается в Сиене.
Джорджд Вазари сообщал, что в Сиену Содома прибыл по приглашению купцов из семейства Спанокки. Однако никаких документов о том, что семейство Спанокки делало Содоме заказы на картины, не сохранилось. Впрочем, это могло произойти потому, что после смерти папы Пия III Спанокки стали банкротами и даже были вынуждены продать свой дворец Пандольфо Петруччи. Существует, однако, документ от 13 марта 1499 года, в котором некий «Bartolomeus olim Ghilielmi de Bazio de Quirino» получил наследство от своего погибшего брата Никколо через Антонио и Джулио Спанокки. Этот Никколо служил в усадьбе семейства Спанокки в Риме, и если указанный в документе «de Bazio» и Содома — одно и то же лицо, то художник до Сиены мог побывать в Риме.

## Любитель эпатажа

Содома. Св. Бенедикт отсылает назад куртизанок, присланных монахом Флорентиусом. Фреска из Монте Оливето Маджоре. 1505—1508

Приехав в Сиену, Содома получил первые большие престижные заказы. В 1508 году он закончил фрески, начатые в 1497 году Лукой Синьорелли в монастыре Монте-Оливето, который находится по пути из Сиены в Рим. Вазари описывает скандал, связанный с этими фресками — они были посвящены сценам из жизни святого Бенедикта Нурсийского. В одной из сцен святой Бенедикт, стараясь навести порядок во вверенном ему монастыре, прогоняет куртизанок, присланных монахом Флорентиусом для совращения монастырской братии. По словам Вазари, Содома нарисовал этих женщин обнажёнными, вызвав смятение у монахов и возмущение у руководства монастыря. Куртизанок пришлось одеть, хотя в данном случае, похоже, Содома просто строго следовал каноническому описанию жития св. Бенедикта. С другой стороны, в свои тридцать лет он вряд ли не знал, какую реакцию могут вызвать в мужском монастыре изображения обнажённых женщин.
Паоло Джовио, составивший в 1523—1527 годах «Жизнеописание Рафаэля», сообщал о Содоме, что ему присуще «абсурдное и переменчивое, с печатью безумия мышление». Тем не менее, Джовио считал его «наследником Рафаэля», а это свидетельствует о высоком почтении и уважении, которое художник имел среди своих современников. Однако основным источником, обрисовывающим характер мастера, служит жизнеописание Содомы, составленное Джорджо Вазари (1568). Вокруг версии, изложенной этим автором, возникало множество дискуссий. Одни исследователи считают, что Вазари почти во всём прав, другие утверждают, что порочащие художника истории сочинил его соперник и бывший ученик Доменико Беккафуми, а Вазари некритически их пересказал.

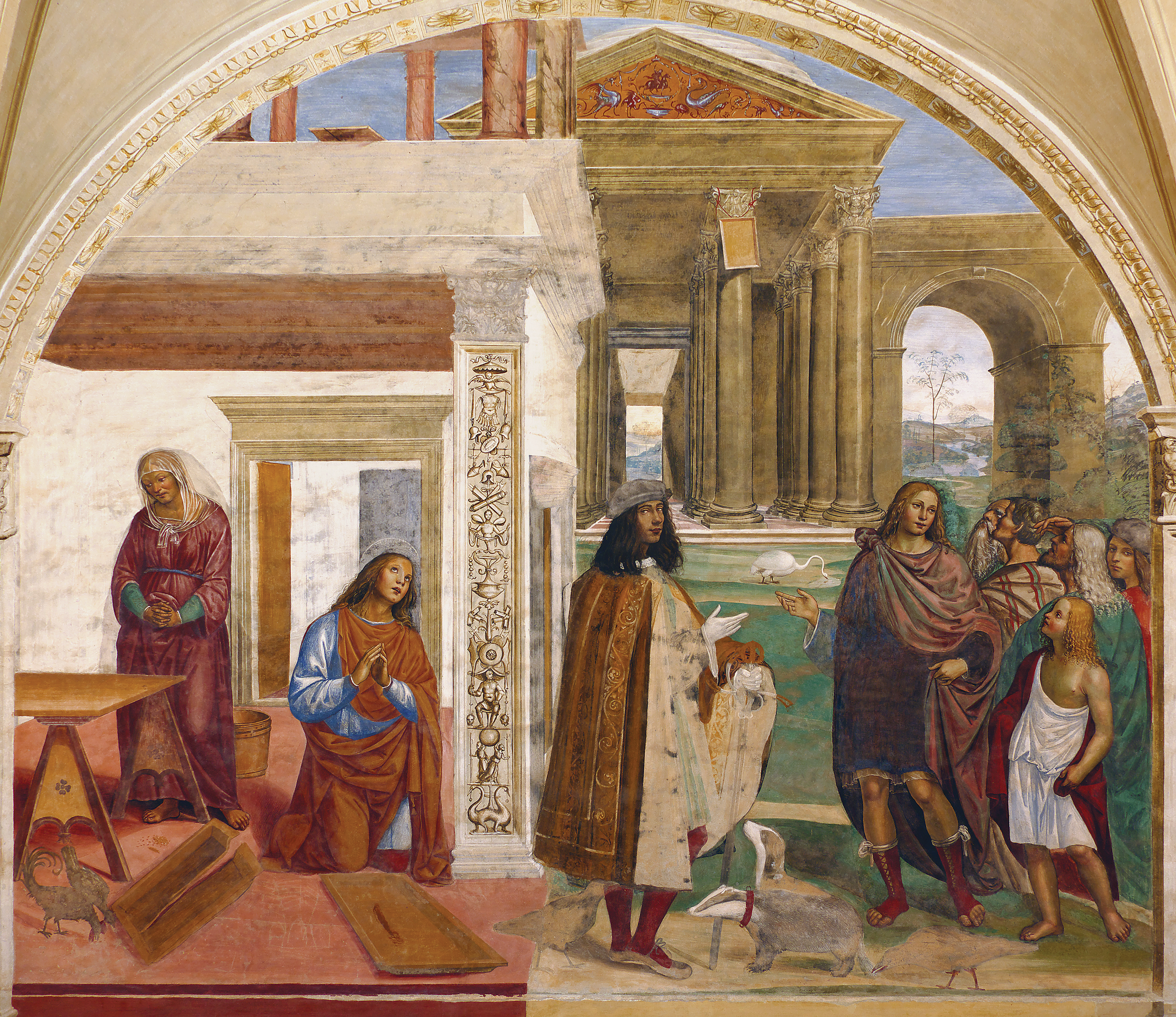
Автопортрет Содомы на фреске «Чудо с решетом». 1505—1508. Монте-Оливето-Маджоре. У его ног можно видеть двух барсуков и ворона

Вазари описывал Джованни Антонио как «сумасброда» и «скотину». Он считал, что художник не стремился к общению с людьми мудрыми и достойными, но вместо этого «…держал у себя дома всякого рода диковинных зверей: барсуков, белок, обезьян, мартышек, карликовых осликов, лошадей, берберийских призовых рысаков, маленьких лошадок с острова Эльба, соек, карликовых кур, индийских черепах и других подобного же рода животных… Кроме этих всех зверюг был у него ворон, которого он научил говорить, и который часто передразнивал голос Джованни Антонио… Равным образом и все остальные животные были ручными настолько, что постоянно ходили за ним по дому, разыгрывая самые странные игры и издавая самые дикие звуки, какие только бывают на свете…». Словом, Джованни Антонио любил общаться со зверушками, это доставляло ему удовольствие, и зверушки отвечали ему взаимностью. Слова Вазари частично подтверждаются фреской «Чудо с решетом» в монастыре Монте Оливето, в которую Содома вписал свой портрет. У его ног можно видеть двух ручных барсуков, и, вероятно, того самого ворона, который говорил его голосом.
Вокруг прозвания «Содома» также было множество дискуссий и предположений. Существует мнение, что изначально его семейным именем или прозвищем было «Содона» (иногда он так подписывал картины), которое потом трансформировалось в «Содома» (Джованни Антонио происходил из Пьемонта, и современные исследователи считают, что прозвание «Содома» явилось результатом смешного непонимания слов тосканского диалекта Пьемонта, на котором «su’nduma!» означает «ну, давай, пошли!»). Впрочем, это мало что меняет в эксцентричном характере художника, который, судя по описаниям Вазари, с удовольствием принимал прозвание Содома, намекающее на содомский грех. И не просто принимал, но бравировал им, дабы эпатировать публику. Джованни Антонио пристрастился к конским бегам — сиенскому палио. Сохранились документы, согласно которым он участвовал в палио и приобретал для этих целей дорогих скакунов. По сообщению Вазари, как-то однажды, во время пребывания Джованни Антонио во Флоренции, его конь выиграл бега. В соответствии с правилами, имя владельца победителя нужно было громко выкрикивать при вручении приза. Джованни Антонио спросили, какое имя выкрикивать, он ответил: «Содома». Так и кричали. «Однако услыхав столь грязное имя, некоторые добронравные старцы стали шуметь и говорить: „Что за свинство такое, что за срам — оглашать наш город таким позорным именем?“» — писал Вазари.
В описании Вазари Содома предстает экстравагантным и необычным человеком, которого обожала сиенская молодёжь: «…большинство сиенских юношей бегали за Содомой, прославляя его как человека необыкновенного». К этому надо добавить, что Джованни Антонио сочинял куплеты непристойного содержания и имел привычку распевать их под собственный аккомпанемент. Вазари пишет, что прозвище «Содома» художник получил за то, что «… всегда и общался, и жил с безбородыми юнцами». Однако это в большой мере опровергается тем, что в октябре 1510 года художник женился на Беатриче ди Лука Галли, дочери процветающего предпринимателя Луки Галли. Беатриче вступила в брак, принеся в качестве приданого собственный дом, а в 1511 году родила сына, названного Апеллесом, крестным отцом которого стал художник Джироламо Дженга. Однако мальчик в младенчестве умер; через год супруга родила дочь Фаустину, которая впоследствии вышла замуж за художника Бартоломео Нерони, известного как Риччо, бывшего ученика её отца.

Содома. Святое семейство со св. Елизаветой и младенцем Иоанном. 1525—1530 гг. Галерея Уолтерса, Балтимор

Эксцентричные выходки Содомы, вероятно, помогали ему обрести связи и покровителей среди знати и богатых предпринимателей. Среди них был Агостино Киджи, меценат и банкир, ссужавший деньгами римских пап. Судя по всему, Киджи нравились необычные и талантливые люди; благодаря ему Содома вступил в дружеские отношения с Пьетро Аретино и получил престижные заказы. Среди поклонников его таланта были принц Пьомбино, папа Лев X, с восторгом принявший картину Содомы с изображением Лукреции и пожаловавший художнику рыцарский титул «кавальере ди Кристо», а также император Карл V, давший художнику графское звание (пфальцграф).
Содома не был богат, и ему, судя по всему, не удавалось удачно вкладывать гонорары в недвижимость, как это делали некоторые процветающие художники эпохи Возрождения. Его увлечениями были чудачества и скачки, а кони стоили больших денег (в конце XV века простой дом стоил 100—200 флоринов, «улучшенной планировки», то есть каменная коробка в три этажа в городском квартале — 300—400 флоринов, а хорошая верховая лошадь — 70—85 флоринов). В 1531 году он сам для себя составил шуточный список для налогообложения своего имущества. В нём значились то ли сад, то ли ферма в Фонте Нуова, дом в квартале Валероцци и восемь лошадей. Следующими пунктами в списке шли обезьяны, вороны, павлин, совы и «три злых зверя, которыми являются три женщины». В 1534 году он купил ещё один дом, однако в 1537 году дом и сад ушли из его рук.
Вазари пишет, что «… жена ему вскоре надоела, и так как он был скотиной, он навсегда от неё отказался, и она жила в одиночестве собственными трудами…», однако документы от 1531 и 1541 года свидетельствуют о том, что по крайней мере в эти годы Содома и его супруга жили вместе. Вазари также сообщает, что в старости он был немощным, бедным и дряхлым, и, заболев, окончил свои дни в больнице в возрасте 75 лет в 1554 году, однако проверить его сообщение можно лишь частично. Содома скончался в Сиене 15 февраля 1549 года в возрасте семидесяти двух лет — эта дата известна из письма от 15 февраля 1549 года, посланного Алессандро Буонинсеньи своему брату Бернардино, служившему послом в Неаполе — « … кавальере Содома скончался прошлой ночью». Посмертная опись имущества от 1549 года сообщает об оставшемся в его мастерской небольшом количестве картин, «антиков» и личных вещей художника.

## Основные произведения

Содома. Пьета. Фреска. 1503—1504. Монастырь Св. Анны в Кампрене

Самое раннее творчество художника остаётся неизвестным; его работы, созданные до переезда в Сиену, не сохранились.
Первым крупным произведением Содомы являются фрески в трапезной оливетского монастыря Св. Анны в Кампрене недалеко от Сиены. Согласно контракту, подписанному со стороны монастыря Фра Андреа Косса, работы были начаты в 1503 году и завершены к июню 1504-го. В контракте содержалась краткая инструкция, касающаяся иконографической программы и размещения отдельных сцен. Некоторых монахов Содома изобразил del proprio, то есть писал с натуры. На стене напротив входа художник изобразил «Чудо с хлебами и рыбами», напротив этой фрески — «Пьету» (то есть оплакивание Христа), слева «Конфирмацию Ордена оливетов» (по другой версии — «Св. Бенедикт с монахами»), а справа «Святую Анну с Богоматерью и двумя оливетскими монахами». В других местах он в монохромной технике изобразил «Сцены из жизни Св. Анны», а также фриз с гротесками. Эти фрески дают представление о том, какую школу художник прошёл в Милане. Например, во фреске «Пьета» видно внимание, которое художник уделял жестам персонажей и выражению их лиц. Это свидетельство влияния на него Леонардо да Винчи, считавшего, что «жесты лучше всего передают состояние души».

Содома. Снятие с креста. 1510—1513. Сиена, Пинакотека

Следующим большим заказом стали фрески в монастыре Монте-Оливето, которые были созданы вскоре после завершения работ в монастыре Санта-Анна. Они являются самым крупным и известным фресковым циклом Содомы. Художник приступил к работам в 1505 году и трудился там до 1508 года. По крайней мере, в двух фресках исследователи усматривают влияние «Битвы при Ангиари» Леонардо да Винчи, которая явно послужила источником вдохновения для таких сцен, как «Св. Бенедикт принимает римских мальчиков Мавра и Плацидия» и «Св. Бенедикт предсказывает разрушение Монтекассино». На последней изображена группа солдат с несколько карикатурными лицами. В этой композиции исследователи видят также влияние Рафаэля. Рафаэлевскую идею с солдатами Содома повторил в картине «Снятие с креста» (Пинакотека, Сиена), которая была создана для алтаря семейства Чинуцци в сиенской церкви Сан-Франческо. Стиль произведения значительно отличается от фресок в монастырях Санта-Анна и Монте-Оливето; это послужило поводом для предположения, что картина была написана после завершения фресок в двух монастырях, то есть после 1508 года, несмотря на то, что сохранился документ от 1502 года, в котором заказчик, Герардо Чинуцци, высказывает желание начать работы по созданию алтаря.
Во время работ над фресками в двух монастырях Содома написал несколько мифологических и исторических сюжетов в сиенском дворце Сигизмондо Киджи (сцены из «Метаморфоз» Овидия и сцены из жизни Юлия Цезаря).

Содома и Рафаэль Санти. Роспись свода Станца делла Сеньятура. 1508 г. Ватикан

В 1508 году художник уезжает в Рим. Согласно Вазари, из Сиены его туда привёз меценат и папский казначей Агостино Киджи. Содоме была поручена роспись папских покоев, Станца делла Сеньятура. Он расписал гротесками и орнаментами свод зала, однако большая композиция на стене не понравилась папе Юлию II, он приказал её сбить, отстранил художника от работ и распорядился, чтобы его место занял Рафаэль. Трудно сказать, какие отношения после этого сложились у Содомы с Рафаэлем, однако последний в своей фреске «Афинская школа» написал совместный с Содомой портрет.

### Фрески виллы Фарнезина
После этой неудачи художник вернулся в Сиену, но позднее вновь приехал в Рим, так как Агостино Киджи предложил ему работы в своём дворце, ныне известном как вилла Фарнезина.
Вилла Фарнезина была построена в 1505—06 годах за пределами Рима, перед его городскими воротами и холмом Джаниколо по заказу Агостино Киджи в качестве его загородной резиденции. Пиры и празднества, которые устраивал в своей сельской вилле банкир Киджи, ещё при его жизни обросли легендами. В произведениях поэтов райские сады виллы Фарнезина и сама постройка прославлялись в качестве новой обители богов и муз. Здание было спроектировано Бальдассаре Перуцци, а его внутренние покои расписаны лучшими художниками той эпохи — Перуцци, Рафаэлем, Содомой и Себастьяно дель Пьомбо.

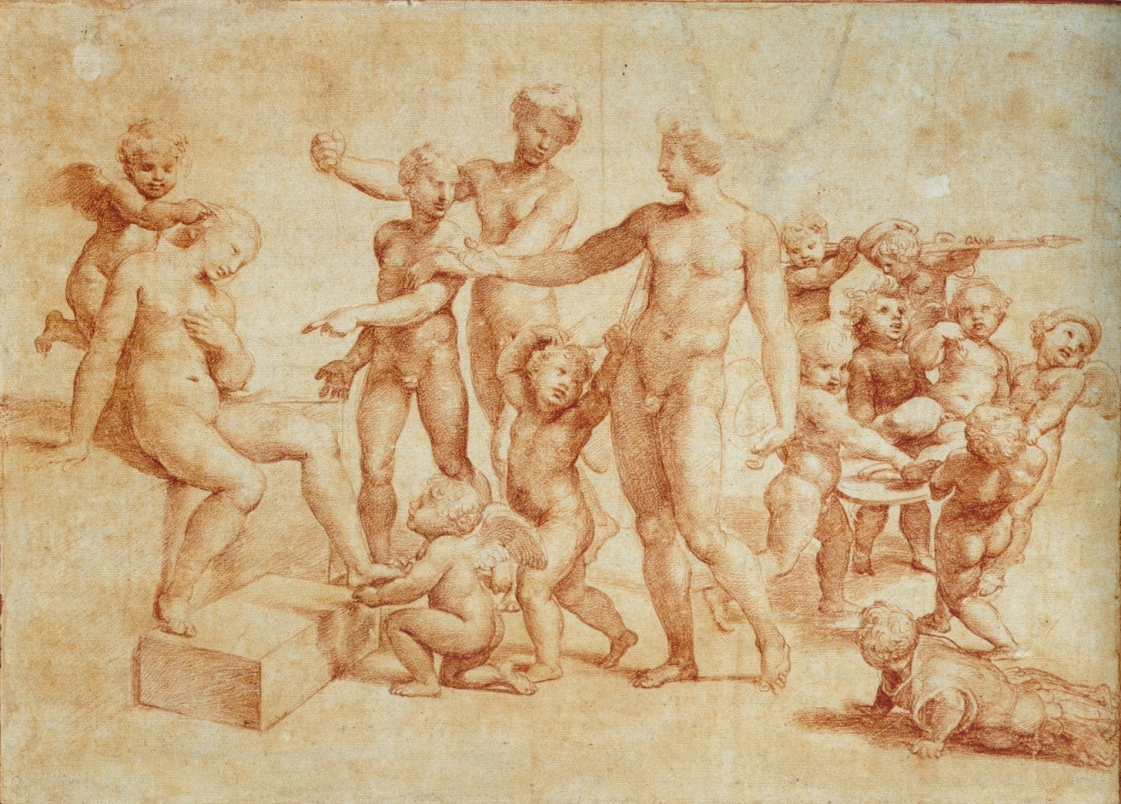
Рафаэль. Бракосочетание Александра и Роксаны. Подготовительный рисунок. Собрание графики Альбертина, Вена

Содома расписал спальню этого дворца фресками с сюжетами из жизни Александра Македонского, среди которых выделяется сцена с изображением свадьбы Александра и Роксаны, благодаря ей комнату ныне именуют Stanza delle Nozze di Alessandro e Rossane (Комната бракосочетания Александра и Роксаны). Спальня примыкает непосредственно к пиршественному залу, который позднее был расписан Бальдассаре Перуцци. В общей сложности Содома написал здесь три фрески: «Бракосочетание Александра и Роксаны», «Семейство Дария перед Александром», «Битва». Четвёртую фреску «Александр с Буцефалом» исследователи ныне не считают работой Содомы. Предположительно её выполнил кто-то из близких художников, достаточно удачно имитировавших его манеру.
Из сочинения Лукиана известно, что в античные времена существовала картина художника Аэтиона, посвященная бракосочетанию Александра и Роксаны. На ней было изображено, как Александр протягивает венец Роксане, восседающей на брачном ложе, а по сторонам от неё находятся Гефестион и бог-покровитель брака Гименей, в то время как амуры играют оружием Александра. Судя по всему, художники в вилле Фарнезина стремились воссоздать либо превзойти этот древний образец. Интересно, что первоначально Киджи хотел отдать заказ на роспись комнаты Рафаэлю, который подготовил рисунки (один из них хранится в венской Альбертине), однако Содома на сей раз оказался успешнее. Тем не менее, и в этой фреске Содомы можно видеть влияние Рафаэля — фигура служанки, удерживающей на голове кувшин, явно позаимствована из рафаэлевского «Пожара в Борго», написанного в «Станца дель Инчендио» Ватиканского дворца.
Напротив фрески «Бракосочетание Александра и Роксаны» ранее стояло роскошное ложе Агостино Киджи, словно бы сошедшее с композиции. Все росписи виллы Фарнезина были призваны провести параллели между героями античной эпохи, и возвышенностью жизни банкира Киджи, ощущающего себя неким «новым Александром».

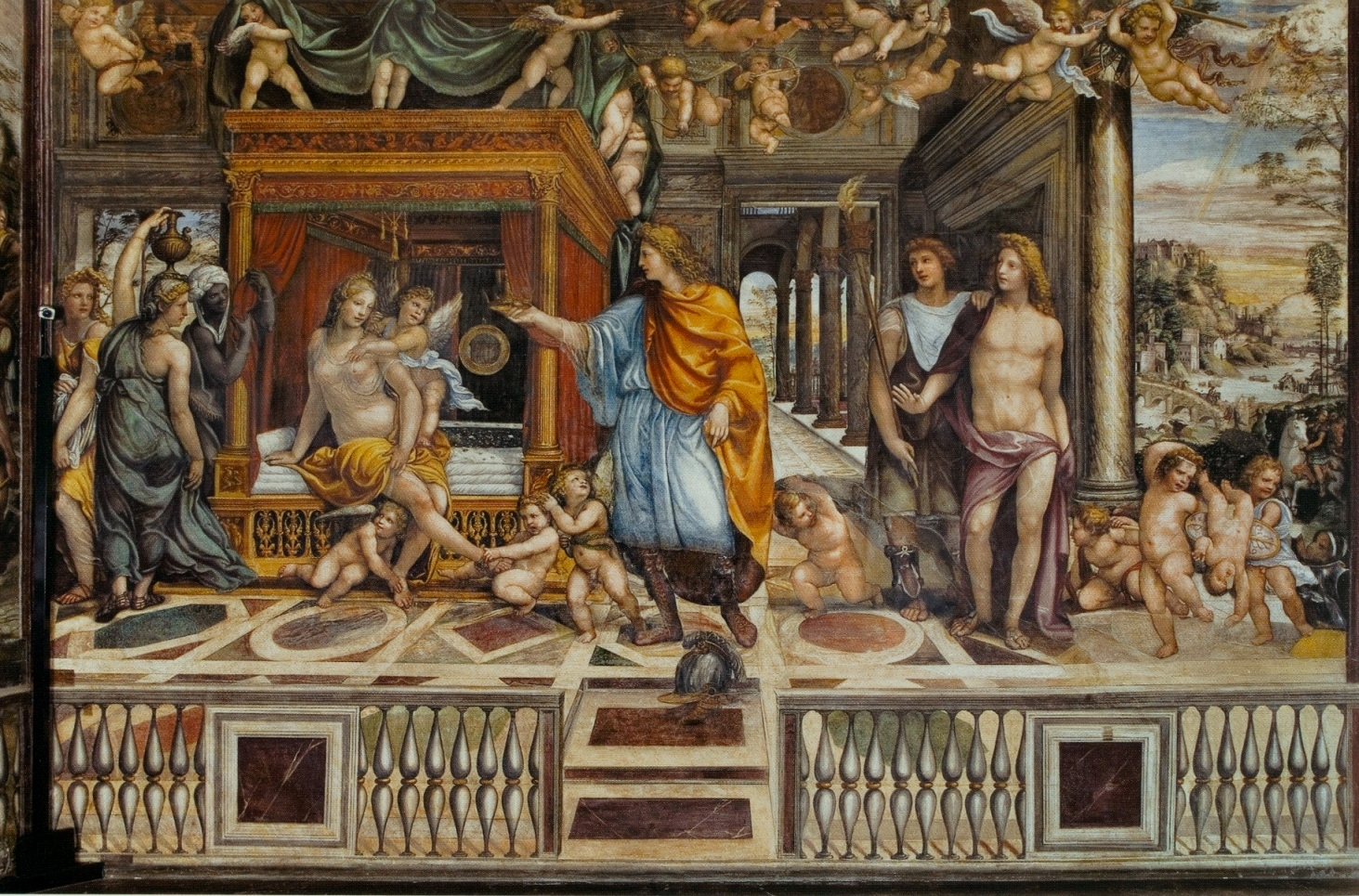
Содома. Бракосочетание Александра Македонского и Роксаны. Фреска. Вилла Фарнезина, Рим
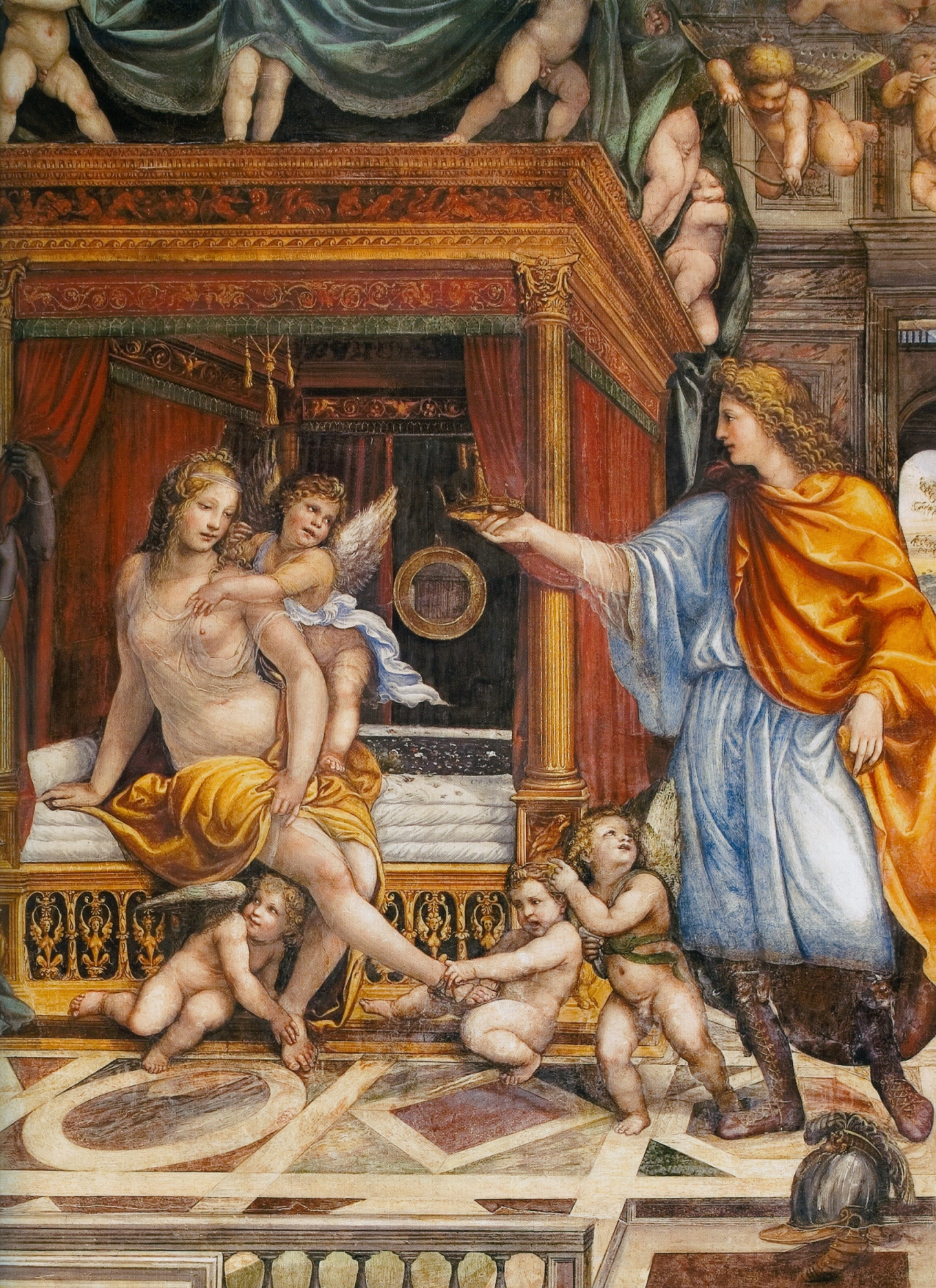
Содома. Бракосочетание Александра Македонского и Роксаны. Деталь
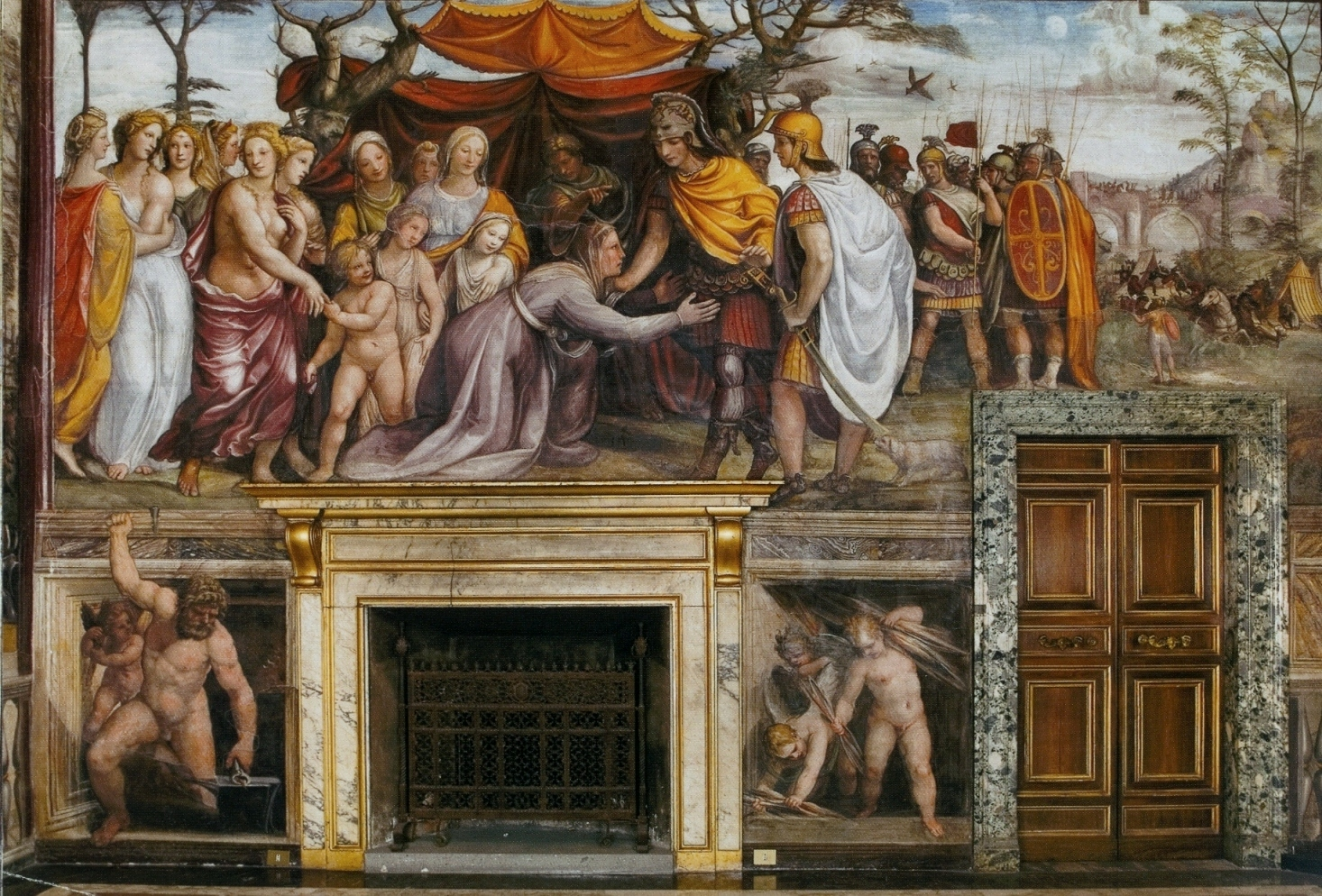
Содома. Семейство Дария перед Александром Македонским. Фреска. Вилла Фарнезина, Рим

На правой стене спальни Содома изобразил фреску «Семейство Дария перед Александром». На ней мать убитого Дария Сисигамбия ошибочно принимает за Александра его друга Гефестиона, в то время истинный повелитель любезно склонился перед нею. Стоящие слева дочери Дария изображены с рафаэлевской грацией. На уровне цоколя Содома написал Вулкана, кующего в своей кузнице стрелу Амура, и Амура, подбирающего стрелы. Эти произведения датируют 1516-17 годами (хотя существуют и другие датировки).

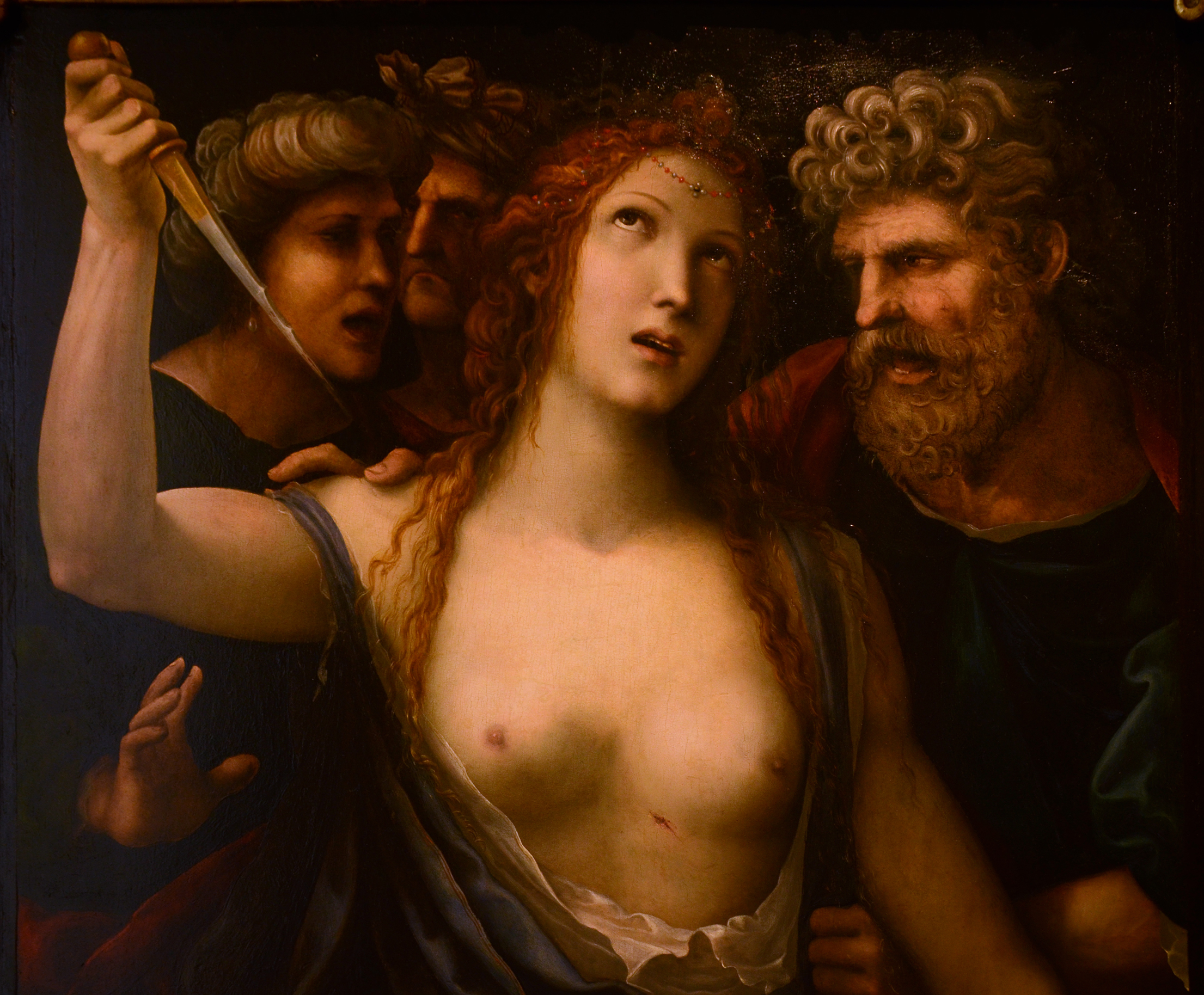
Содома. Лукреция. Деталь. Галерея Сабауда, Турин

Во время пребывания в Риме Содома написал одну из своих самых известных картин, «Лукрецию» (Будапешт, Художественный музей). Трагический сюжет с полуобнажённой Лукрецией, обесчещенной и заколовшей себя кинжалом, чтобы кровью смыть свой позор, так пришёлся по вкусу папе Льву X, что тот наградил Содому крупной суммой и рыцарским званием (Cavalliere di Cristo). Картина была прославлена серией эпиграмм, написанных Эуралио д’Асколи (Аурелио Асколано). Впоследствии художник возвращался к этой теме, и сегодня картина «Лукреция» существует в четырёх вариантах. Это произведение, в частности, даёт представление, чем отличалось пребывание Содомы в сохранившем античные древности Риме от пребывания в набожной Сиене: справа от Лукреции изображён персонаж, чей облик был списан со статуи колоссального «Версальского Юпитера» (статуя была найдена на вилле кардинала Франческо Армеллини). Позднее художник неоднократно включал этот типаж в свои картины.

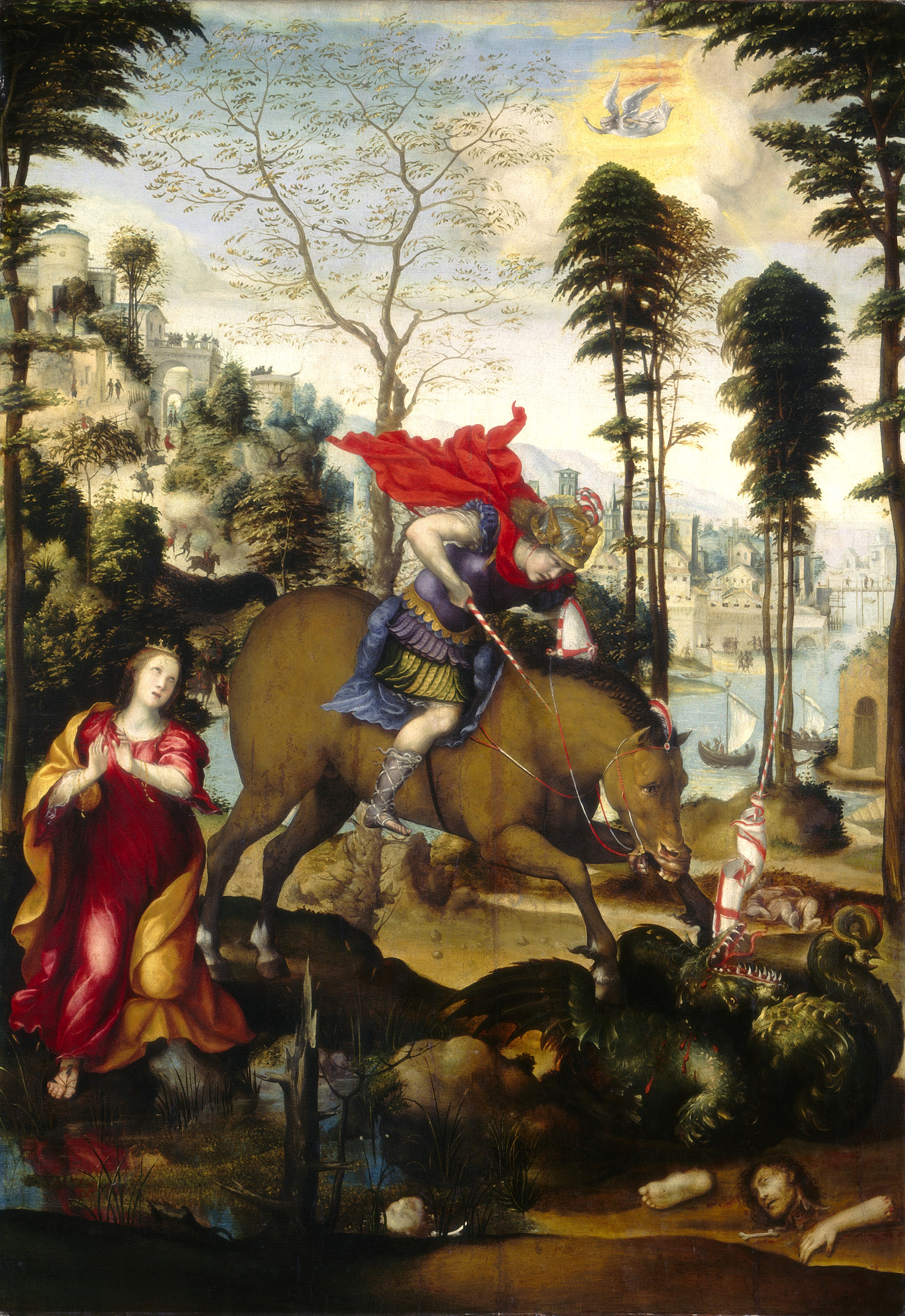
Содома. Св. Георгий. 1518 г. Национальная галерея, Вашингтон

Несколько документов этого периода сообщают, что в 1515 году художник побывал во Флоренции, а также о том, что он был связан заказами с Якопо д’Аппиано, правителем Пьомбино, и с Альфонсо I д’Эсте, герцогом Феррары, для которого Содома написал картину «Св. Георгий и дракон» (1518, Вашингтон, Национальная галерея). Сохранилось письмо, которое 3 мая 1518 года художник написал Альфонсо I; в нём он сообщает, что заказ на создание произведения был ему передан послом герцога при дворе папы Льва Х, когда Содома был в Риме. Содома изобразил святого Георгия с копьём, верхом на коне, свирепый вид которого выглядит более устрашающим, чем сам поверженный дракон; справа от него спасённая принцесса Клеодолинда в сильном волнении воздела очи горе, а в небе посланный Господом ангел освящает произошедшее событие.
В1518 году Джованни Антонио возвращается в Сиену. Там он пишет фрески со сценами жития Марии в оратории св. Бернардина Сиенского — «Введение Марии во храм», «Посещение св. Елизаветы», «Небесное венчание» и «Успение». Наряду с Содомой в оратории свои фрески писали Джироламо дель Паккья и Доменико Беккафуми.

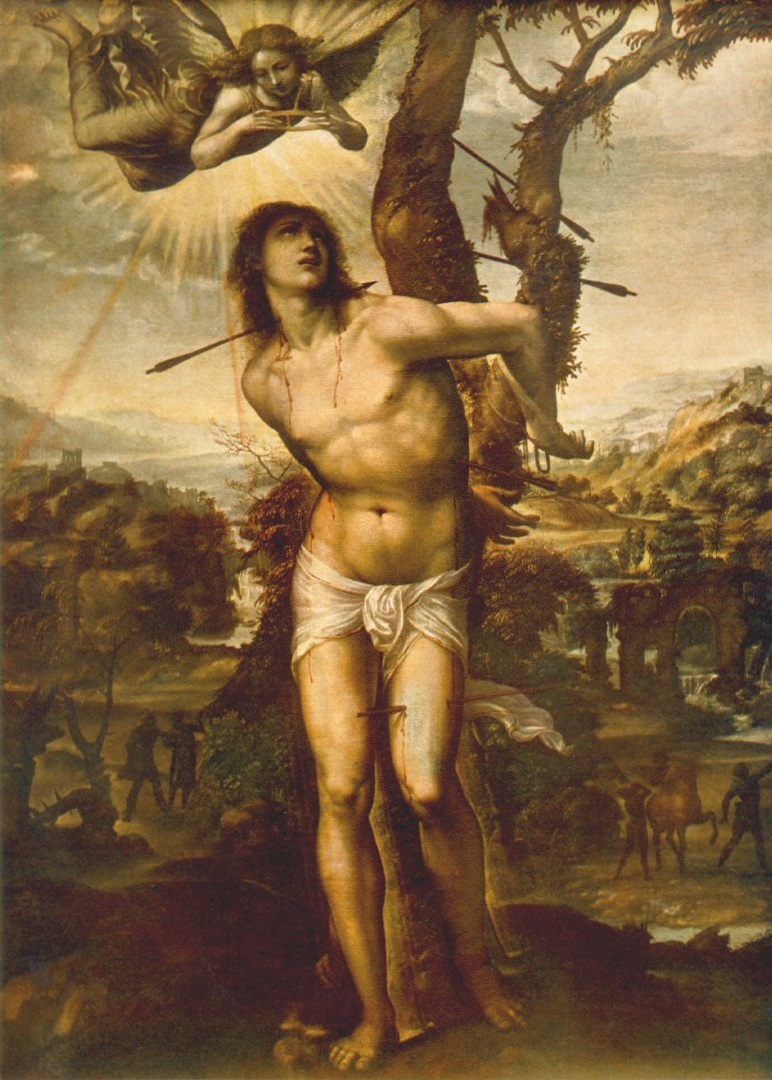
Содома. Святой Себастьян. 1525. Галерея Питти, Флоренция

Период с 1518 по 1525 год остается неясным. Известно, что в 1518 году Содома отправил письма герцогу Феррары Альфонсо д’Эсте и правителю Мантуи Франческо Гонзага в надежде получить работу при их дворах, однако было ли реализовано это желание или оно осталось неосуществлённым, неизвестно. Ученые считают, что в это время Содома совершал поездки в Ломбардию и по городам Тосканы. 3 мая 1525 года он получил заказ на изготовление gonfalone, то есть хоругви, для сообщества Сан-Себастьяно ди Камоллья в Сиене (ныне в Галерее Питти, Флоренция). Из документов известно, что деньги за неё выплачивались художнику частями в течение 1526 года, а последней выплаты ему пришлось дожидаться до 1531 года. На одной стороне хоругви Содома изобразил пронзённого стрелами святого Себастьяна, на оборотной — Мадонну с младенцем во славе в окружении святых. Произведение выполнено в приглушенной, неяркой гамме; за анатомически безукоризненно выписанной фигурой св. Себастьяна простирается богатый пейзаж с античными руинами; голову святого ангел венчает короной мученика. В лепке фигуры Себастьяна ощущается влияние античной скульптуры.

### Фрески в капелле Святой Екатерины Сиенской
Вдохновение от античной скульптуры видно и в следующем крупном произведении мастера — фресках в капелле св. Екатерины Сиенской в церкви Сан-Доменико, Сиена (1526). Художник изобразил три сцены из жизни святой, в частности, «Казнь Николо ди Тульдо» — молодого аристократа из Перуджи, которого сиенский суд приговорил к смерти только за то, что тот резко высказался о сиенском правительстве. Св. Екатерина долго навещала Николо в застенке, уговаривая смириться с судьбой, а затем присутствовала при его казни. Художник изобразил самый кровавый момент в этом сюжете, и, несмотря на то, что событие происходило в конце XIV века, обрядил стражников в древнеримские костюмы — настолько был притягателен дух античности в то время. Однако самой выдающейся фреской в цикле со времён Вазари считается «Стигматизация св. Екатерины». Джорджо Вазари приводит мнение художника Бальдассаре Перуцци, который сказал, что «… никогда ещё не видел человека, который сумел бы выразить состояние людей, упавших в обморок и лишившихся чувств, лучше, и изобразить это более правдоподобно, чем Джованни Антонио». Росписи в капелле не были Содомой завершены, поскольку заказчики не смогли далее оплачивать работу.

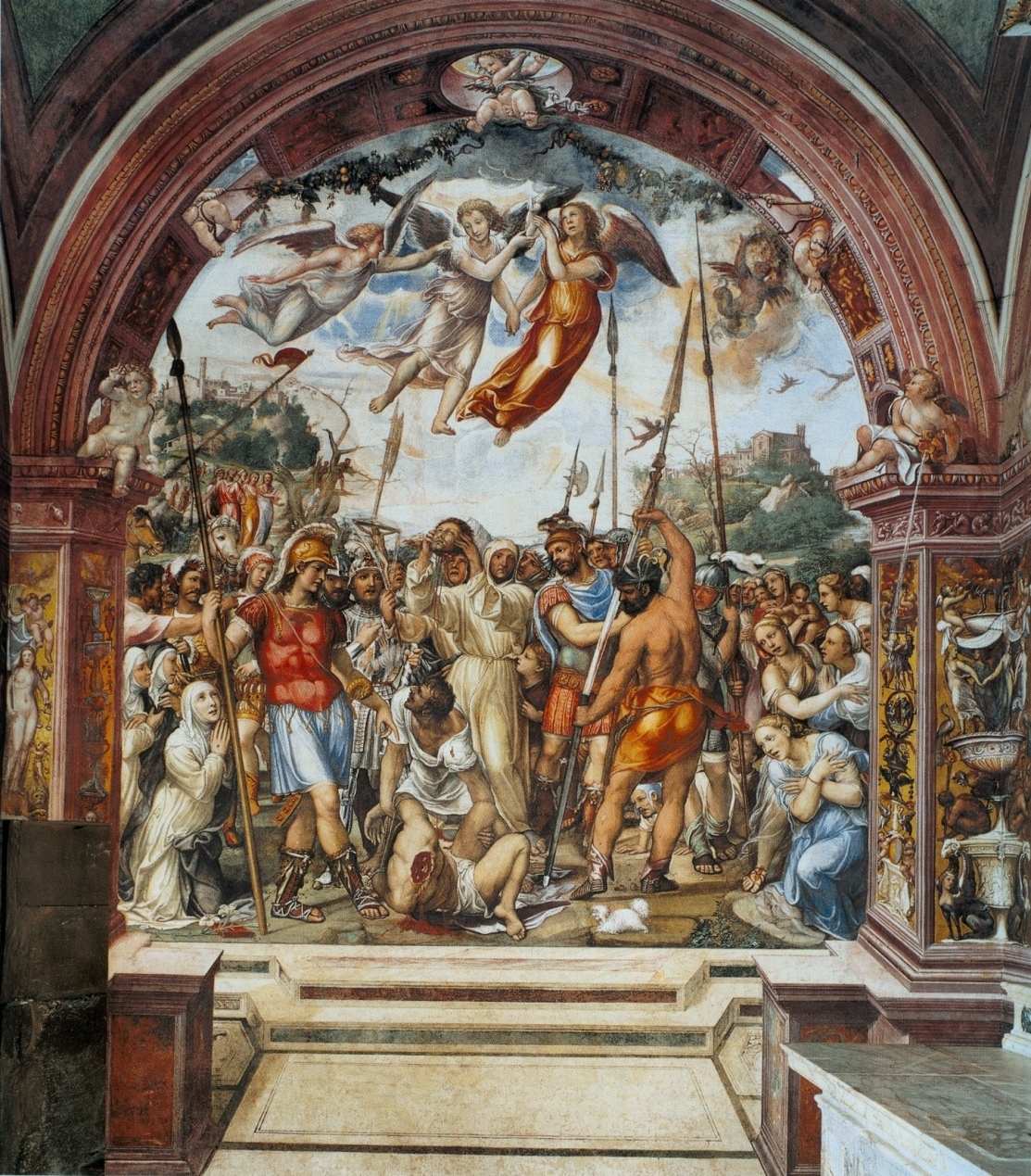
Содома. Казнь Николо ди Тульдо. 1526. Церковь Сан-Доменико, Сиена
Содома. Казнь Никколо ди Тульдо. Деталь фрески. 1526. Церковь Сан-Доменико, Сиена
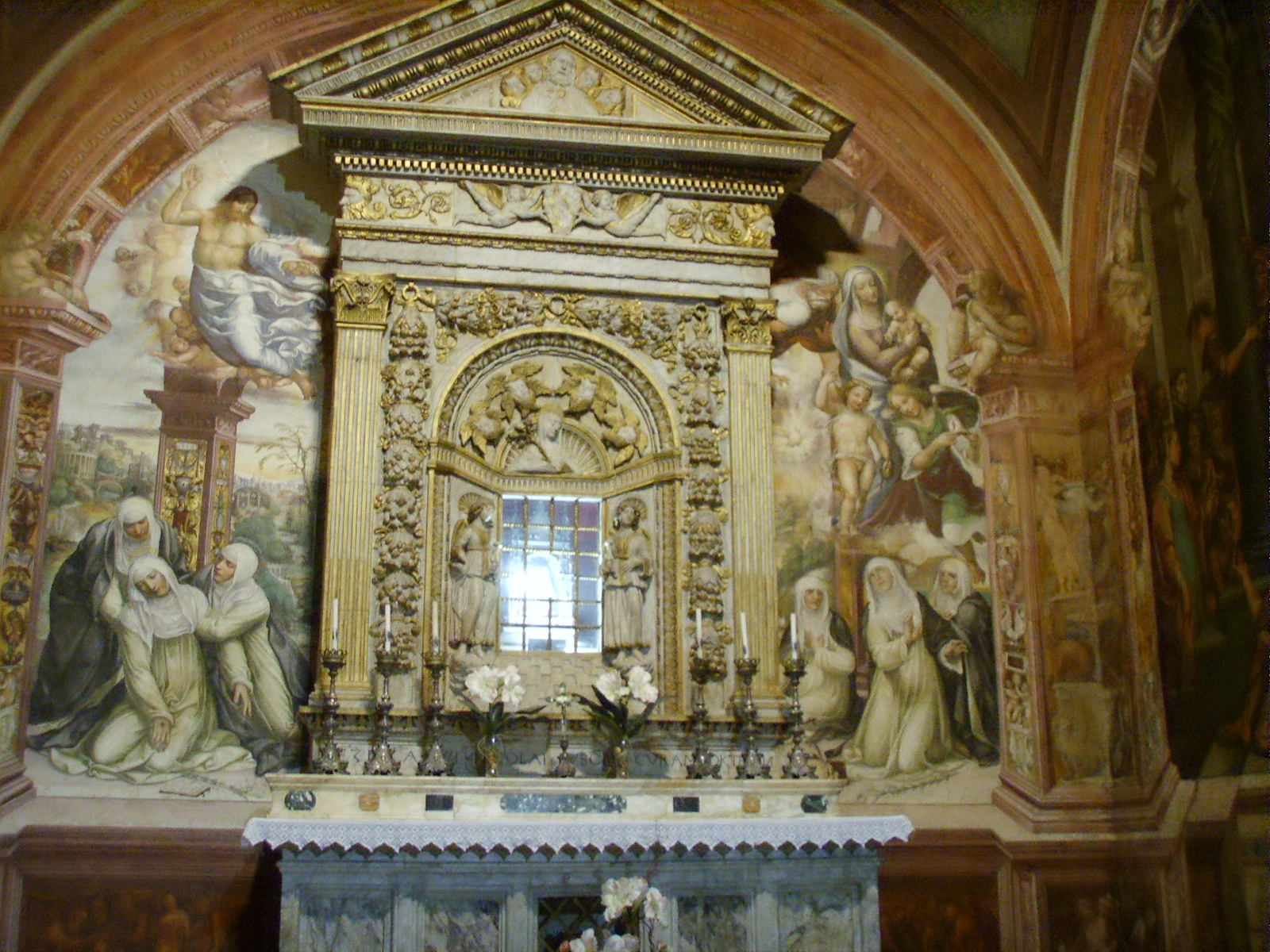
Содома. Сцены из жизни Святой Екатерины Сиенской. 1526. Церковь Сан-Доменико, Сиена
Стигматизация Святой Екатерины
Экстаз Святой Екатерины

В этот же период Содома создал фрески в церкви Санта-Кроче (ныне сняты со стен, и хранятся в Пинакотеке, Сиена). В 1529 году он стал как бы «официальным художником» Сиены и получил правительственные заказы на работы в городской ратуше, Палаццо Пубблико, где он написал фрески и оставил два алтарных образа — «Святое семейство» и «Мадонна со святыми». Приблизительно в эти же годы он расписал фресками капеллу св. Якова в сиенской церкви Санто-Спирито. Эти росписи были заказаны представителями испанской колонии, имеющей там свою усыпальницу. Сиена в этот период находилась под защитой Карла V, в городе стояли французский и испанский гарнизоны. Художник завершил работы к 16 апреля 1530 года. Испанцы были очень довольны, и прибывший в Сиену император Карл V пожаловал Содоме титул «Граф-палатин».

Содома. Христос у колонны. Ок. 1514. Сиена, Пинакотека

К 1530-м годам относятся две его работы для церкви Сан-Агостино — роспись ворот (1530, фреска очень плохо сохранилась) и «Поклонение волхвов» (1536), которое он выполнил внутри храма. В 1538 году художник уезжал в Пьомбино к правившему там принцу Якопо, с которым его связывала давняя дружба (второй раз в 1545 году), однако судьба работ, выполненных для Якопо д’Аппиано, неизвестна. Затем, в 1539-40 годах он работал в Вольтерре, где, по словам Вазари, выполнял заказ «…богатого и почтенного дворянина, мессера Лоренцо ди Галеотто деи Медичи», однако созданное для него произведение не сохранилось. В 1540-43 годах Содома работал в Пизе, написав для пизанского собора «Оплакивание Христа» (1540, Пизанский собор) и «Жертвоприношение Авраама» (1542, там же), а также «Мадонну со святыми» (1542, Пиза, музей Сан-Маттео). Далее художник работал в Лукке (1545), где, согласно Вазари, расписывал оливетский монастырь Сан-Понциано, однако ни фресок, ни документов о его пребывании в Лукке не сохранилось. От этого времени остался только один документ — письмо, которое Пьетро Аретино написал Содоме в 1545 году. О том, писал ли что-то художник с 1545 года по 1549-й, год своей смерти, ничего не известно.
Самое большое собрание произведений Содомы находится в Пинакотеке Сиены. Кроме знаменитого «Снятия с креста», там есть «Христос, привязанный к колонне», «Бичевание Христа», «Рождество Христово», «Святое семейство», «св. Екатерина Сиенская», «Юдифь» и фрески, снятые со стен церкви Санта-Кроче. За свою жизнь Содома написал множество «Мадонн с младенцем», теперь они хранятся в музеях Лондона, Рима, Милана, Турина, Балтимора, Филадельфии, Вашингтона, Вены, Мюнхена, Монтепульчано и Синалунги. Три варианта изображения Лукреции находятся в Ганновере, Гамбурге и Турине. Кроме этого, множество других картин на религиозные и мифологические темы хранятся в лучших музеях мира и частных коллекциях.

## Фресковый цикл в клуатреМонте-Оливето-Маджоре
Этот цикл является самой крупной живописной работой Содомы. Но, кроме того, он является самым крупным и подробным живописным изложением жития «отца западного монашества» св. Бенедикта. В Тоскане сохранилось два предыдущих варианта жития св. Бенедикта, изложенного во фресках: в Сан Миньято аль Монте (закончены Спинелло Аретино после 1387 года) и в Кьостро дельи Аранчи в Бадии. Остальные фресковые циклы, посвящённые житию св. Бенедикта, стали жертвами позднейшей модернизации церкви и секуляризации.

Содома. Конфирмация Ордена оливетов епископом Ареццо. 1503—1504. Фреска трапезной монастыря Св. Анны в Кампрене

Аббатство Монте-Оливето-Маджоре расположено в гористой местности к юго-востоку от Сиены, недалеко от городка Ашиано. Его основал состоятельный учёный-юрист Джованни Толомеи (1272—1348), который отказался от должности сиенского подеста, предпочтя жизнь отшельника. Его единомышленниками были Амброджо Пикколомини и Патрицио Патрици. Втроём они создали прибежище, в котором в течение ряда лет пестовали аскетическую коммуну. 26 марта 1319 года Гвидо Тарлати, епископ Ареццо, освятил эту коммуну, дав ей статус нового религиозного ордена. Содома в 1504 году изобразил сцену освящения (конфирмации) на своей фреске в монастыре Св. Анны, который также основали монахи из Монте-Оливето-Маджоре. На ней можно видеть коленопреклонённого Толомеи, уже принявшего монашеское имя Бернардо, с монастырским уставом в руке перед епископом Тарлати. В 1344 году орден освятил папа Климент VI. В своей практике монахи ордена руководствовались принципами Бернарда Клервоского. Во время страшной эпидемии чумы 1348 года Бернардо Толомеи с монахами отправился в Сиену, дабы помочь больным и соборовать умерших, но сам заразился, и в том же году скончался.
Основная идея росписей клуатра Монте-Оливето заключалась в желании представить житие св. Бенедикта как идеал монашеской жизни, который всегда находился бы перед глазами монастырской братии и служил для неё примером.
Согласно Вазари, работы в клуатре монастыря начал Лука Синьорелли, расписавший западную стену. Монастырские хроники до сих пор полностью не опубликованы и не изучены, поэтому точная дата начала работ неизвестна. Синьорелли написал 10 фресок, и традиционная точка зрения относит их создание к 1497-98 гг. Однако у исследователей накопились серьёзные сомнения в отношении справедливости такой датировки. Некоторые считают, что он работал там после Содомы, приблизительно 1510-е годы, а изобретательность и общую тональность росписей приписывают таланту Содомы, Синьорелли же, по их мнению, лишь шёл по его следам.

Содома. Бенедикт вручает монахам свой устав правил. Фреска. 1505—1508. Монте-Оливето-Маджоре

Работу над циклом Содома начал в 1505 году, он расписал в клуатре три стены. Сохранились записи выплат ему денежных сумм в сентябре 1505 и в апреле 1506 года за стенную роспись, обозначенную как «prima storia», то есть первая сцена. За неё Содоме выплатили 10 дукатов, в отличие от обычных семи, которые платили впоследствии за каждый сюжет. Вероятно, эта сцена была наиболее трудоёмкой. К октябрю 1506 года Содома расписал всю южную стену, за что в сумме получил 62 дуката. Современные исследования подтвердили, что Содома начал роспись клуатра именно с южной стены. Двигаясь против часовой стрелки, он далее перешёл на восточную стену и закончил работу на северной стене. В 1508 году за 12 «storia» (сцен) Содома получил в сумме 84 дуката (588 лир). Последняя выплата помечена в документах 22 августа 1508 года — эта дата и считается временем окончания работ над росписями (в октябре 1508 года имя Содомы фигурирует уже в Риме). Одну фреску в цикле, а именно «Св. Бенедикт отсылает Плацидия и Мавра», позднее написал зять Содомы, Бартоломео Нерони (Риччо). Дело в том, что фреска, созданная до того Синьорелли, располагалась над дверью, которую в 1534 году заложили кирпичом, и Риччо пришлось заново расписать стену.
Основным литературным источником сведений о жизни св. Бенедикта является труд Григория Великого «Диалоги», созданный в 593-94 годах. 38 глав второй книги этого труда посвящены житию св. Бенедикта Нурсийского. В 1260-е годы Иаковом Ворагинским была составлена «Золотая легенда», последовательность изложения материала в которой в значительной степени облегчила художникам выстраивание отдельных сцен в хронологическом порядке. Однако самой подробной стала версия жития св. Бенедикта, изложенная в начале XIV века доминиканским монахом из Пизы Доменико Кавалька (ок.1270 — ок.1342). В неё вошли некоторые сюжеты, не попавшие в «Золотую легенду», в частности, встреча св. Бенедикта с Тотилой, и предсказание св. Бенедиктом разрушения Монтекассино. Несмотря на то, что не все сюжеты из труда Кавалька были использованы в росписях клуатра в Монте Оливето, этот труд и «Золотая легенда» послужили главными источниками для создания фрескового цикла.
Содома написал следующие сцены из жизни святого:
- 1. Бенедикт покидает дом своих родителей в Норчии.
- 2. Бенедикт покидает школу в Риме.
- 3. Чудо с решетом.
- 4. Романус облачает Бенедикта в одежды отшельника.
- 5. Дьявол ломает колокольчик.
- 6. Пресвитер разделяет пасхальную трапезу с Бенедиктом.
- 7. Бенедикт наставляет крестьян в истинной вере.
- 8. Победа Бенедикта над страстями.
- 9. Бенедикт становится аббатом в Виковаро.
- 10. Бенедикт разбивает стакан с отравленным вином.
- 11. Бенедикт возводит двенадцать монастырей.
- 12. Бенедикт принимает Плацидия и Мавра.
- 13. Бенедикт прутом изгоняет дьявола из одержимого монаха.
- 14. Бенедикт находит источник в горах.
- 15. Чудо с серпом.
- 16. Чудесное спасение едва не утонувшего Мавра.
- 17. Бенедикт превращает бутыль в змею.
- 18. Флорентиус пытается отравить Бенедикта.
- 19. Флорентиус присылает куртизанок в монастырь.
- 20. Бенедикт предсказывает разрушение Монтекассино.
- 21. Бенедикт дает монастырю муку.
- 22. Бенедикт является во сне двум монахам.
- 23. Бенедикт отлучает двух монахинь.
- 24. Бенедикт распоряжается положить облатку на тело усопшего монаха.
- 25. Бенедикт прощает беглого монаха.
- 26. Бенедикт освобождает крестьянина от долгов.
- 27. Бенедикт представляет монахам новый устав.

И кроме того на стенах выхода:
- 28. Христос, несущий крест.
- 29. «Муж скорбей».

Исследователи отмечают параллели между росписями Содомы и циклом, посвящённым Святому Бенедикту, который написал в Кьостро дель Платано в Неаполе художник Антонио Соларио в начале 1500-х годов. Несмотря на то, что во фресках Содомы обнаруживаются идеи, заимствованные то у Пинтуриккьо («Бенедикт покидает родительский дом»), то у Рафаэля («Бенедикт принимает Плацидия и Мавра», «Бенедикт предсказывает разрушение Монтекассино»), в них видна рука большого мастера, синтезировавшего заимствования в собственный стиль. Содому часто обвиняют в «хамелеонской манере», поскольку исследователи давно отметили, что даже в рамках одного крупного произведения Содома мог использовать несколько разных приёмов и манер, позаимствованных у коллег, тем не менее никто не оспаривает того, что определить произведения Содомы достаточно легко. В некоторых фресках ощущается несколько наивный пафос, характерный для маньеризма, тем не менее, они выглядят реалистично и достоверно. Главным историческим достоинством фресок является то, что они очень подробно и наглядно отражают монашескую жизнь начала XVI века. В них можно видеть, как монахи строили церкви («Бенедикт является во сне двум монахам», «Бенедикт возводит двенадцать монастырей»), как они трапезничали («Бенедикт даёт монастырю муку»), как они хоронили усопших («Бенедикт распоряжается положить облатку на тело усопшего»), как вели проповеди среди простого люда («Бенедикт наставляет крестьян в истинной вере») и т. д.

## Галерея фресок клуатра Монте-Оливето-Маджоре
Фотографии фресок Содомы сделаны участником Википедии Vigniaccia76 с низкой точки, и поэтому искажают композиционные пропорции. Однако достоинство их в том, что они обладают довольно высоким разрешением. Vigniaccia76 не сфотографировал одну фреску Содомы, которую тот написал на стене, где работал Лука Синьорелли (Бенедикт предсказывает разрушение Монтекассино), а также фрески при входе в клуатр (Бенедикт представляет монахам новый устав; Христос несущий крест и Муж печалей).

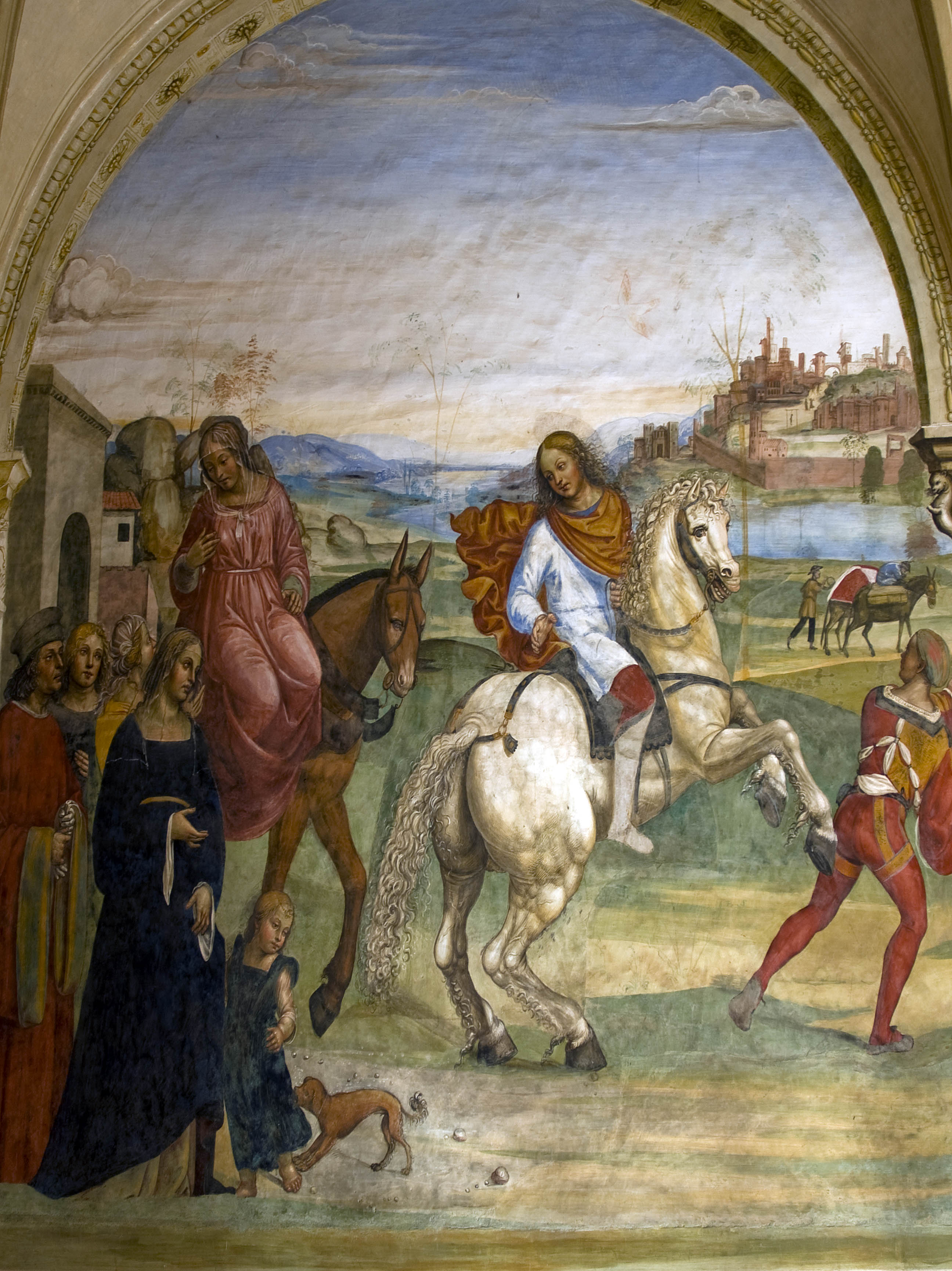
Бенедикт покидает дом своих родителей в Норчии
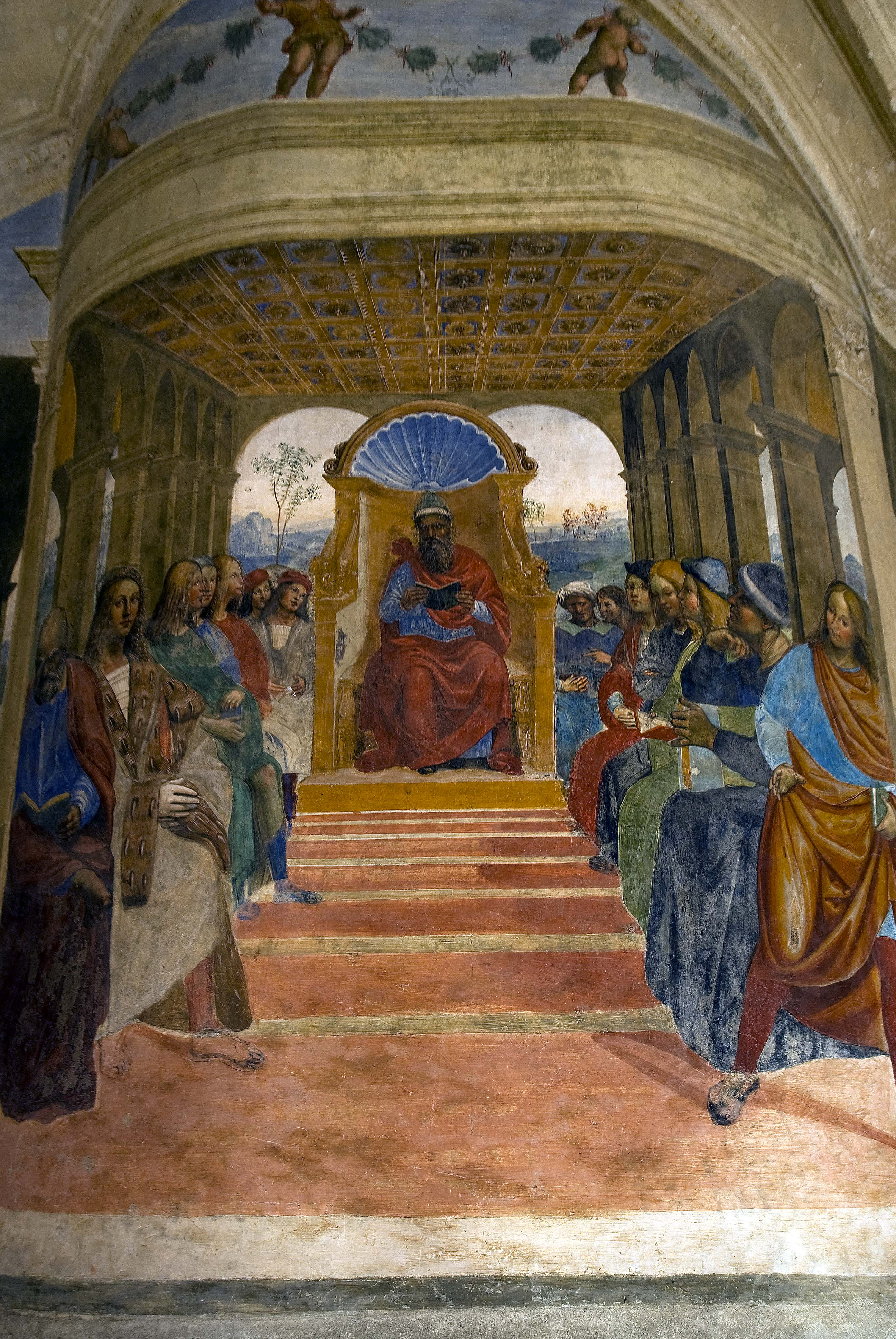
Бенедикт покидает школу в Риме
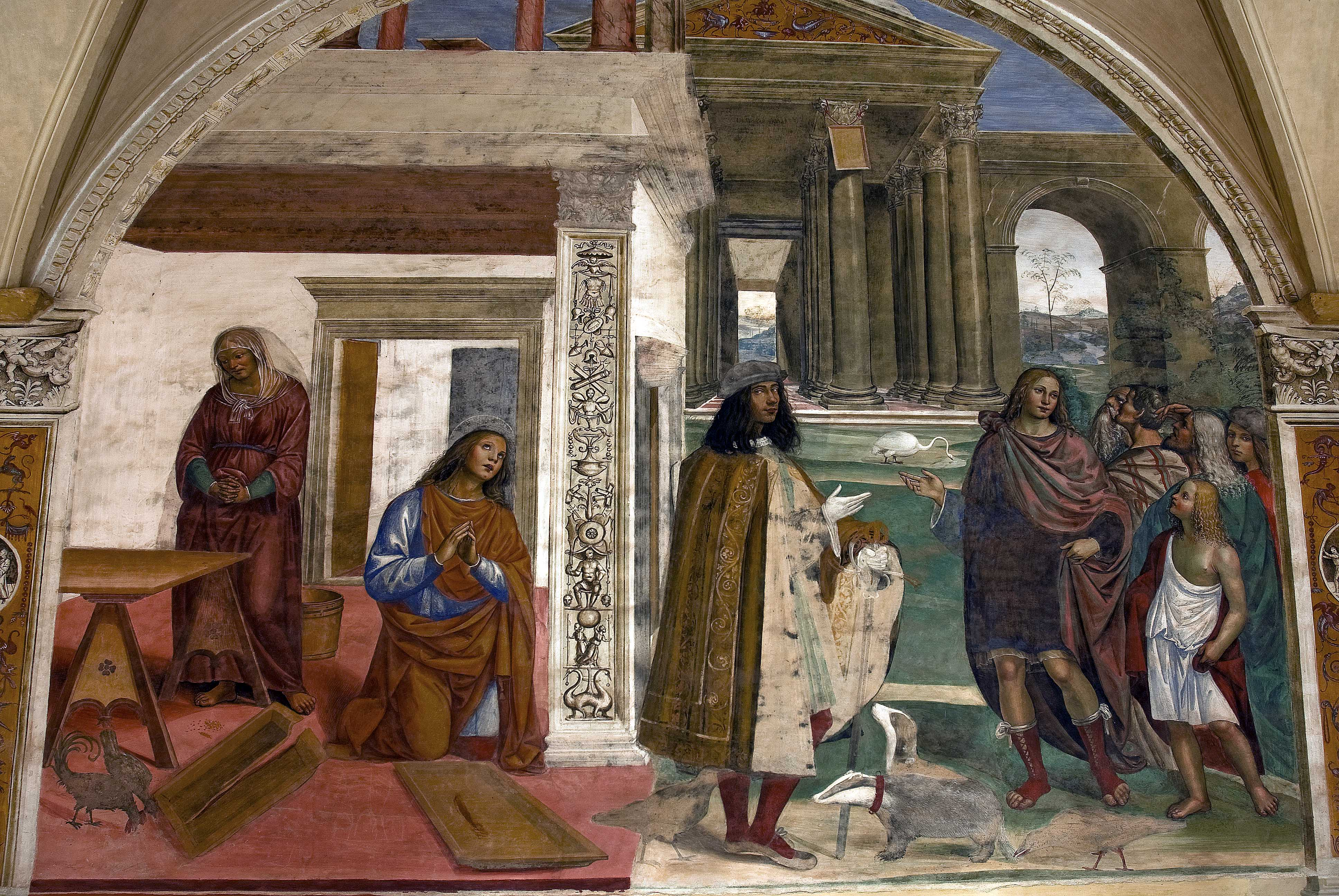
Чудо с решетом
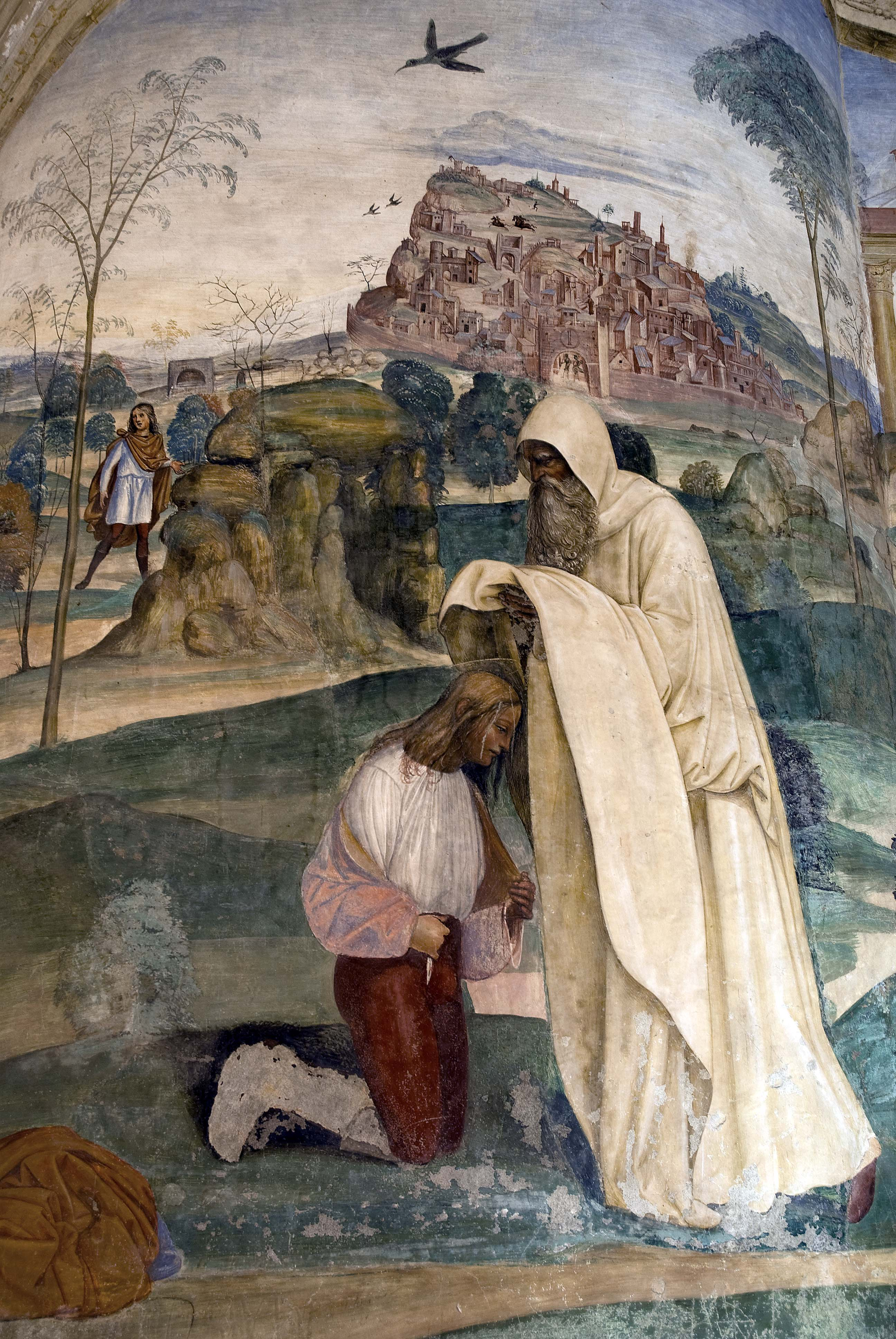
Монах Романус облачает Бенедикта в одежды отшельника
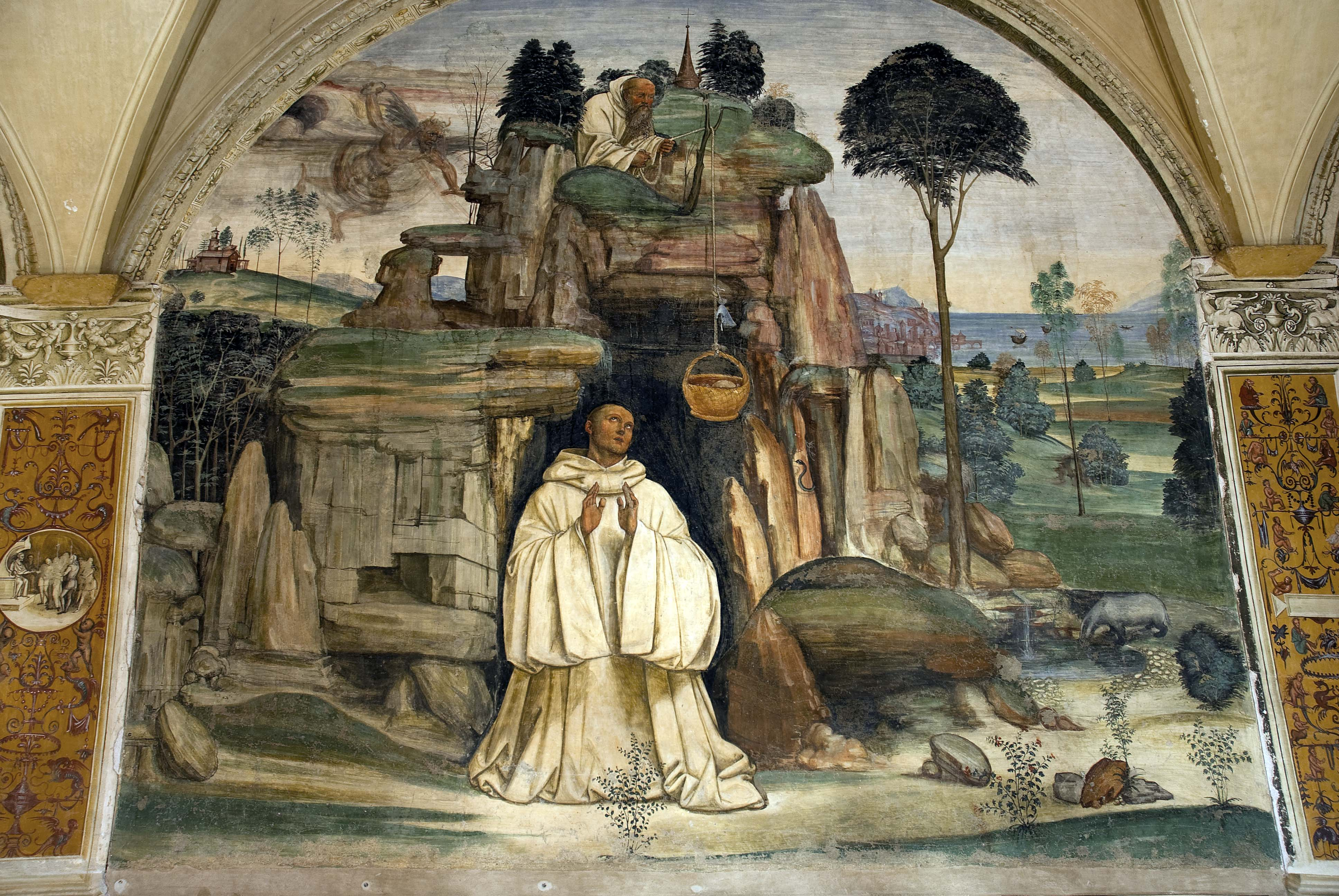
Дьявол ломает колокольчик
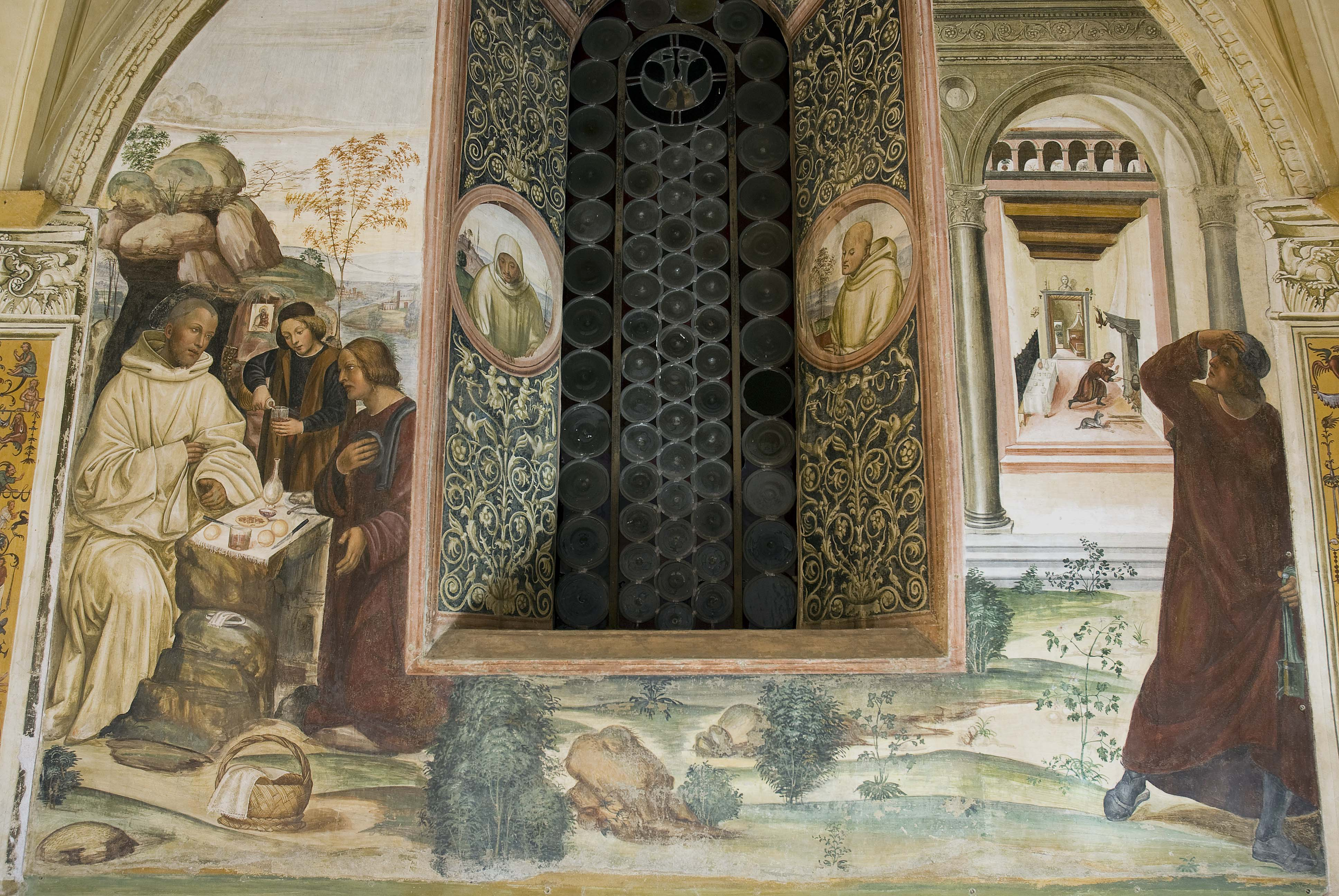
Пресвитер разделяет трапезу с Бенедиктом
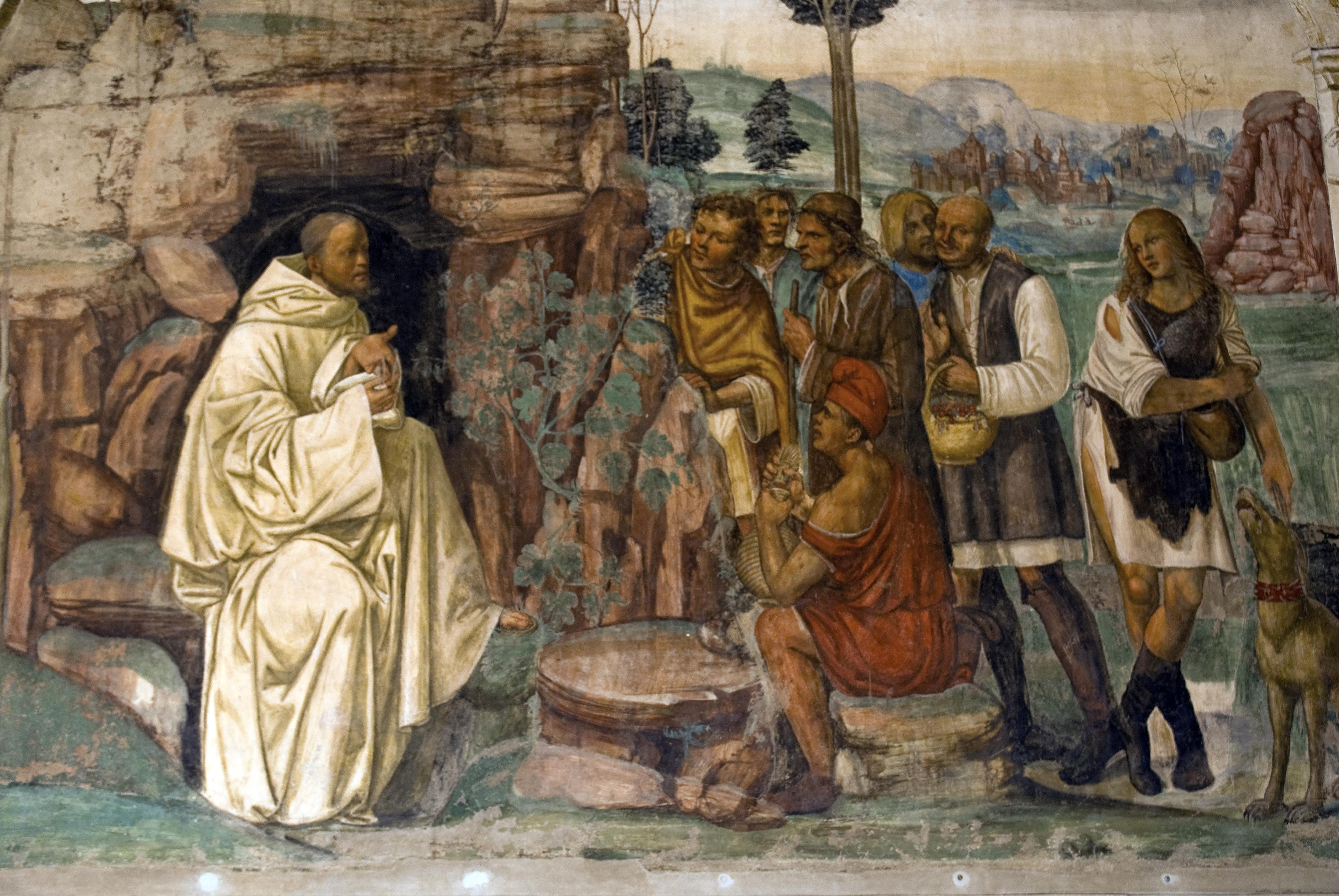
Бенедикт наставляет крестьян в истинной вере
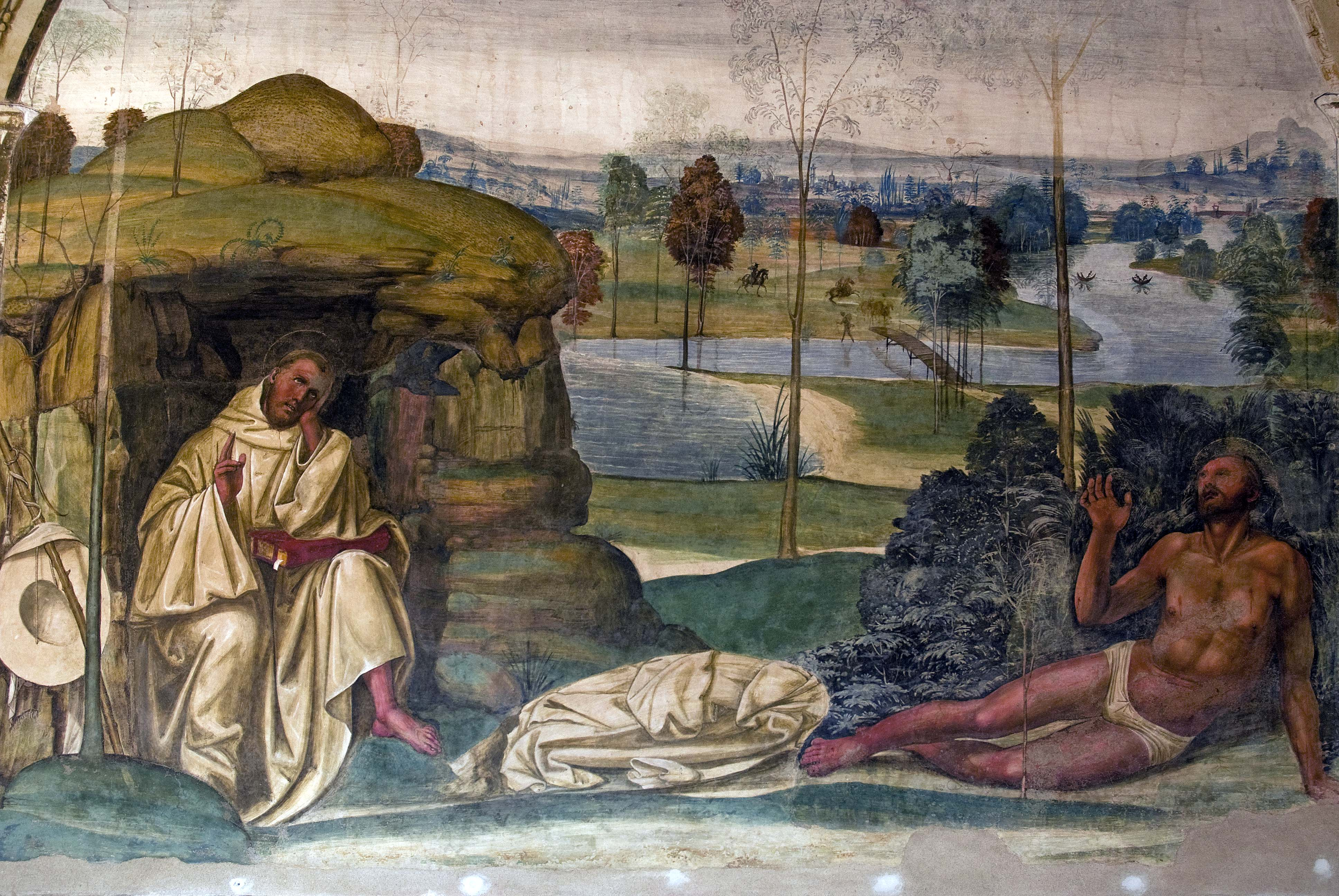
Победа Бенедикта над страстями
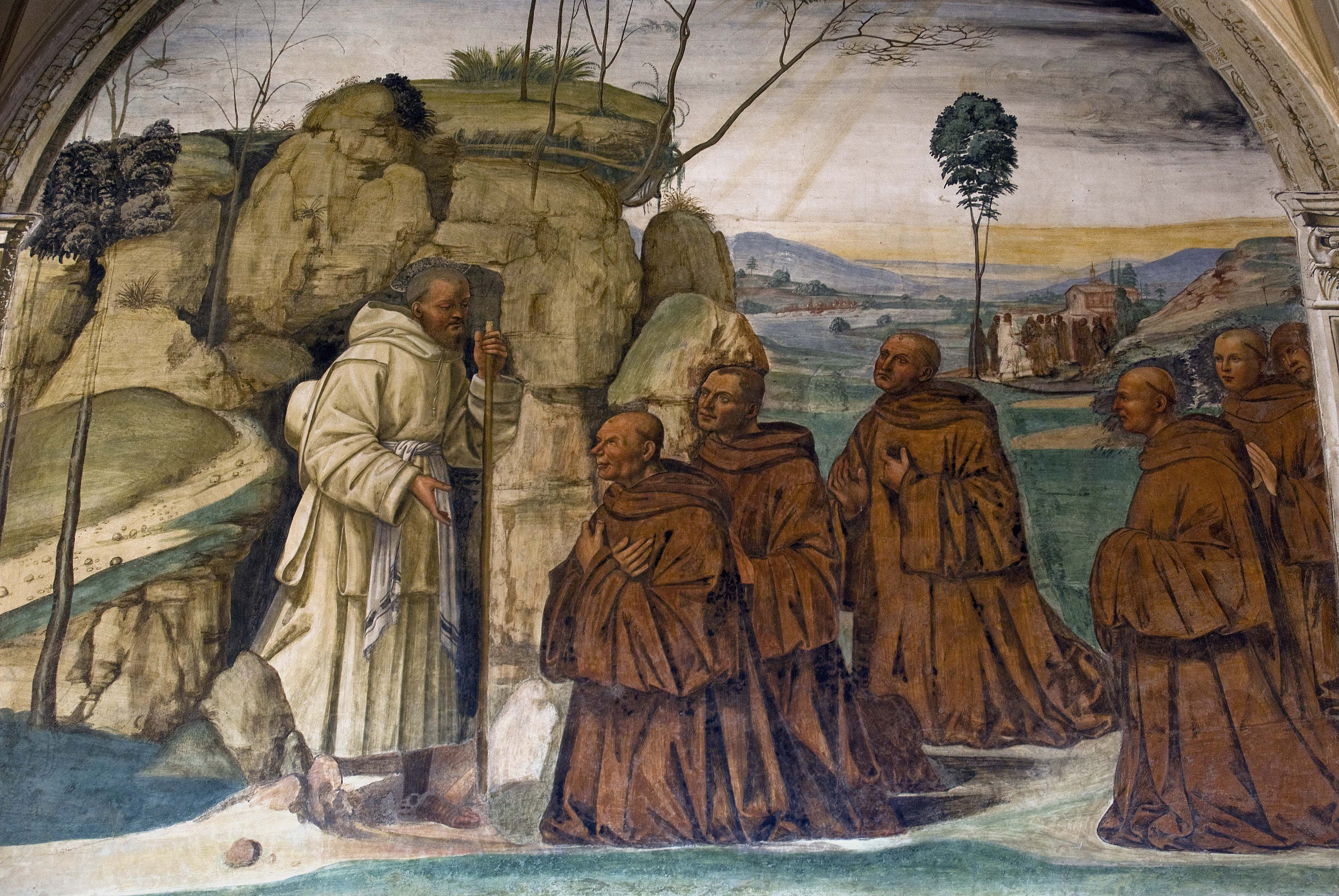
Бенедикт становится главой монастыря в Виковаро
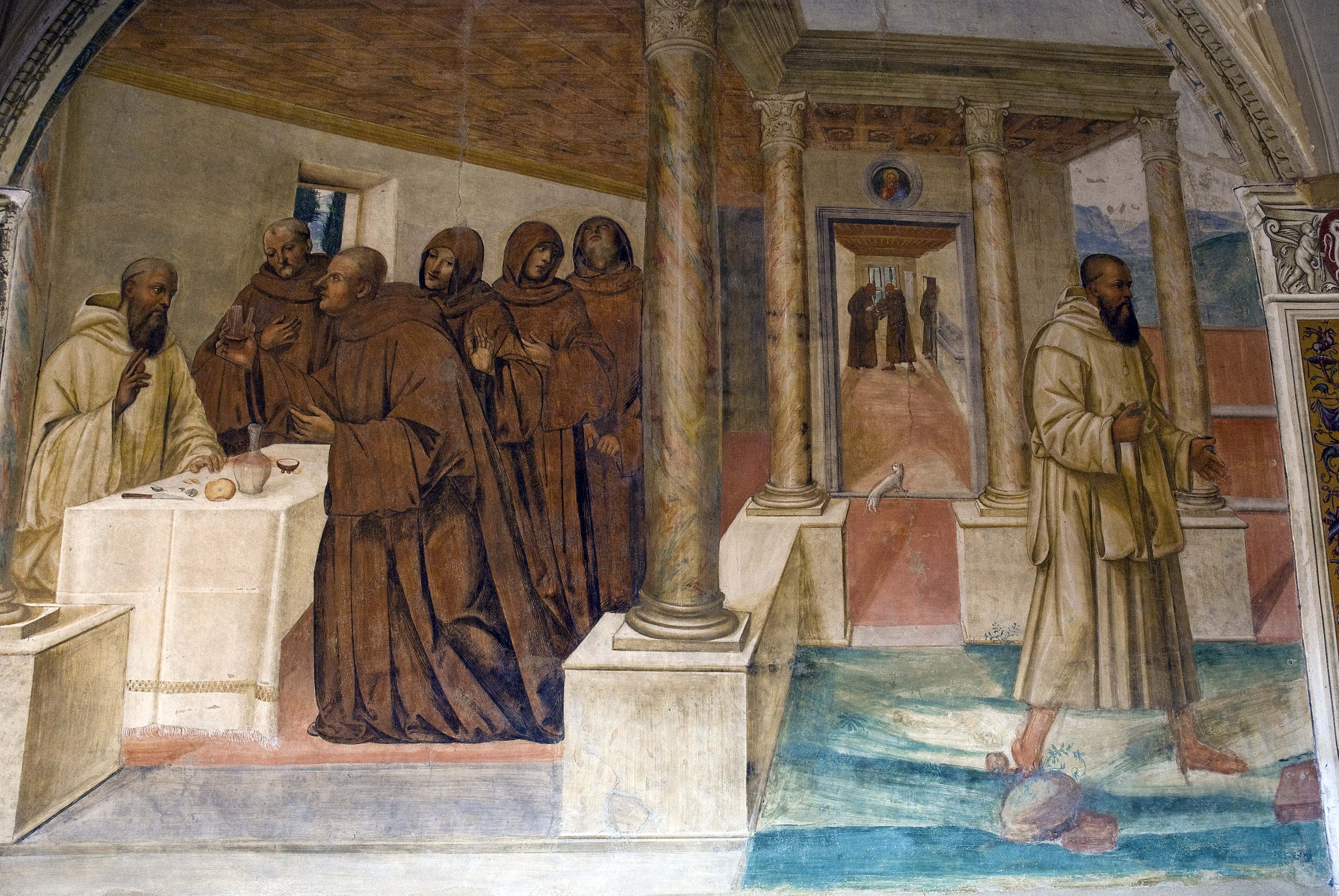
Бенедикт разбивает стакан с отравленным вином.
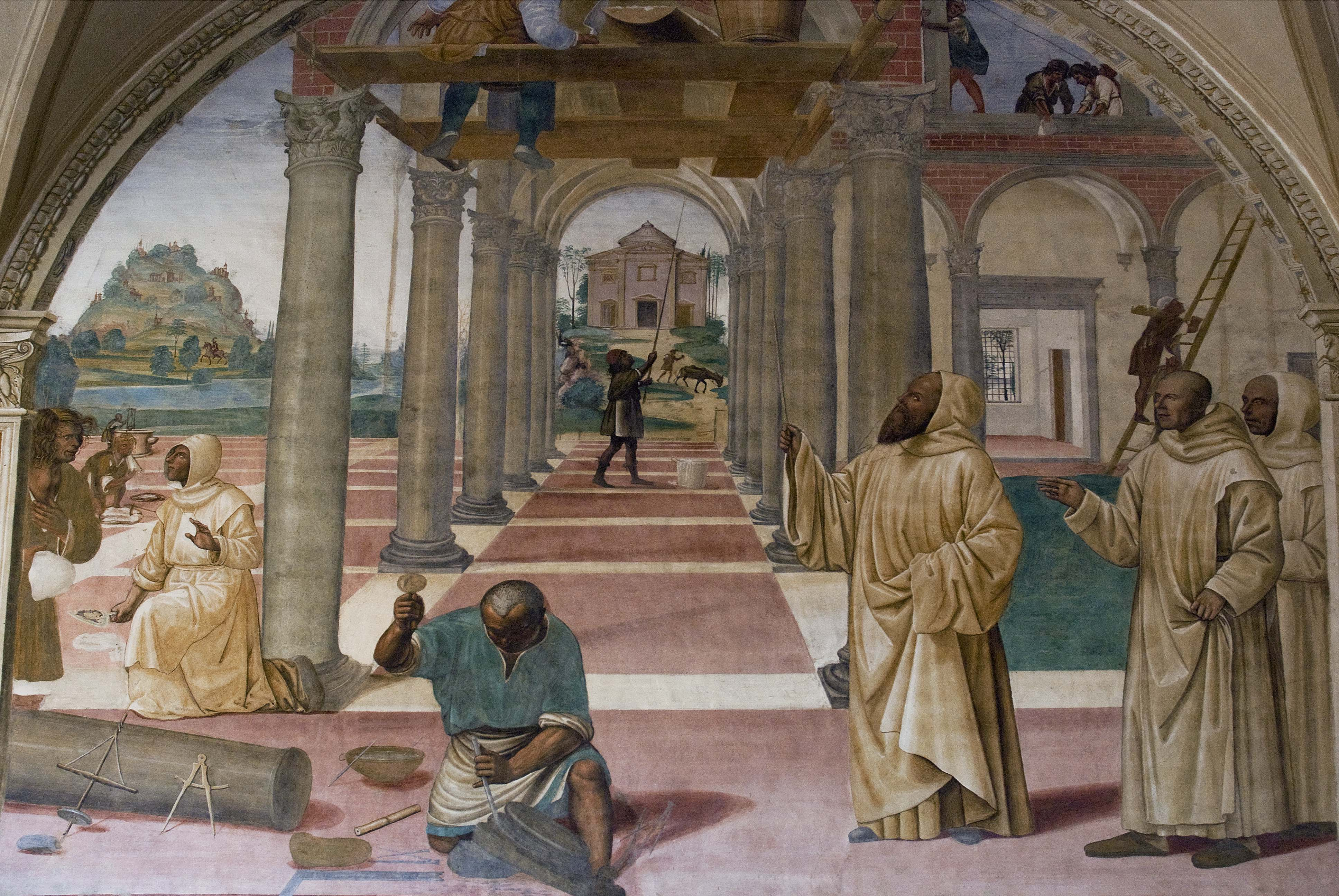
Бенедикт возводит двенадцать монастырей
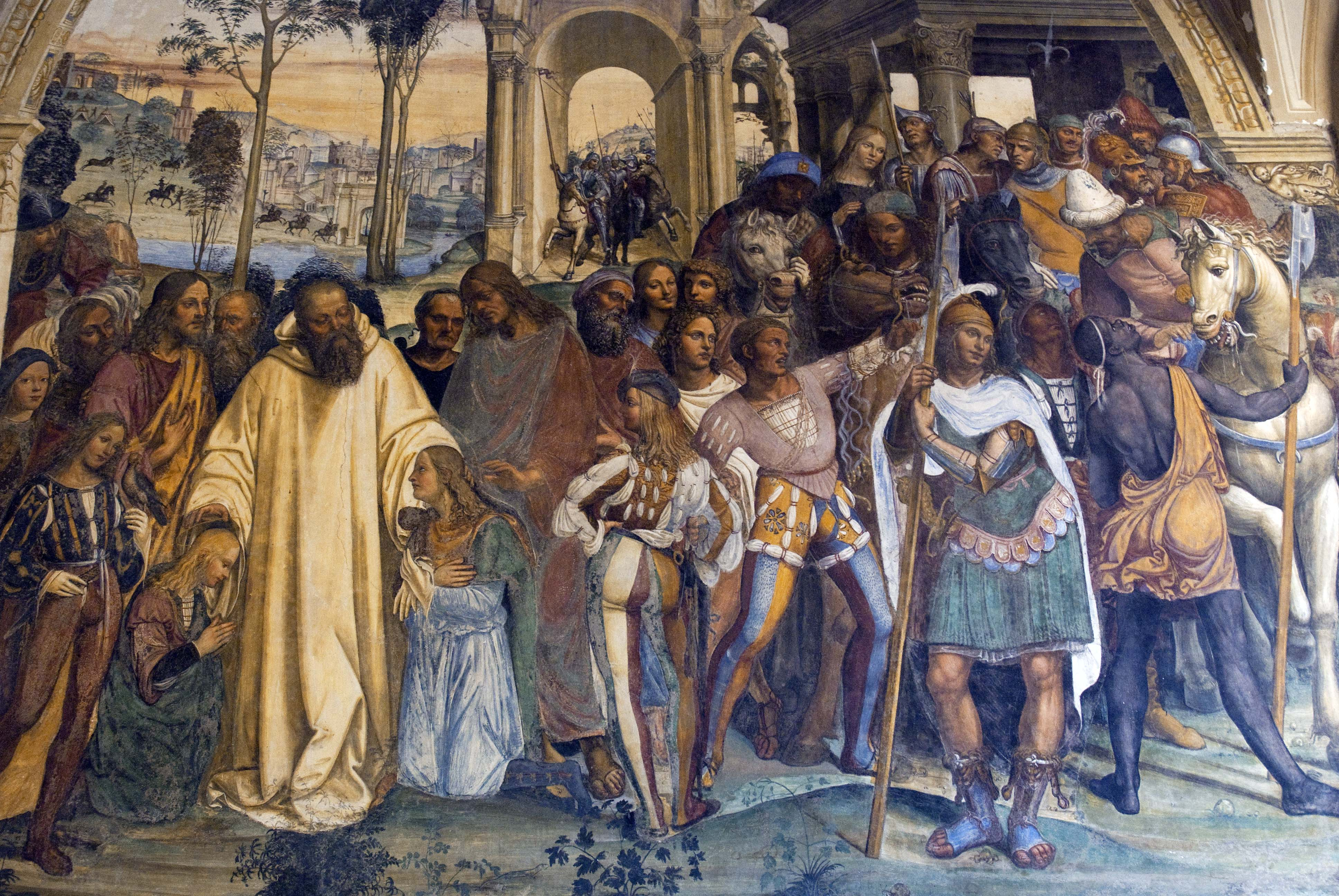
Бенедикт принимает знатных римских юношей Плацидия и Мавра
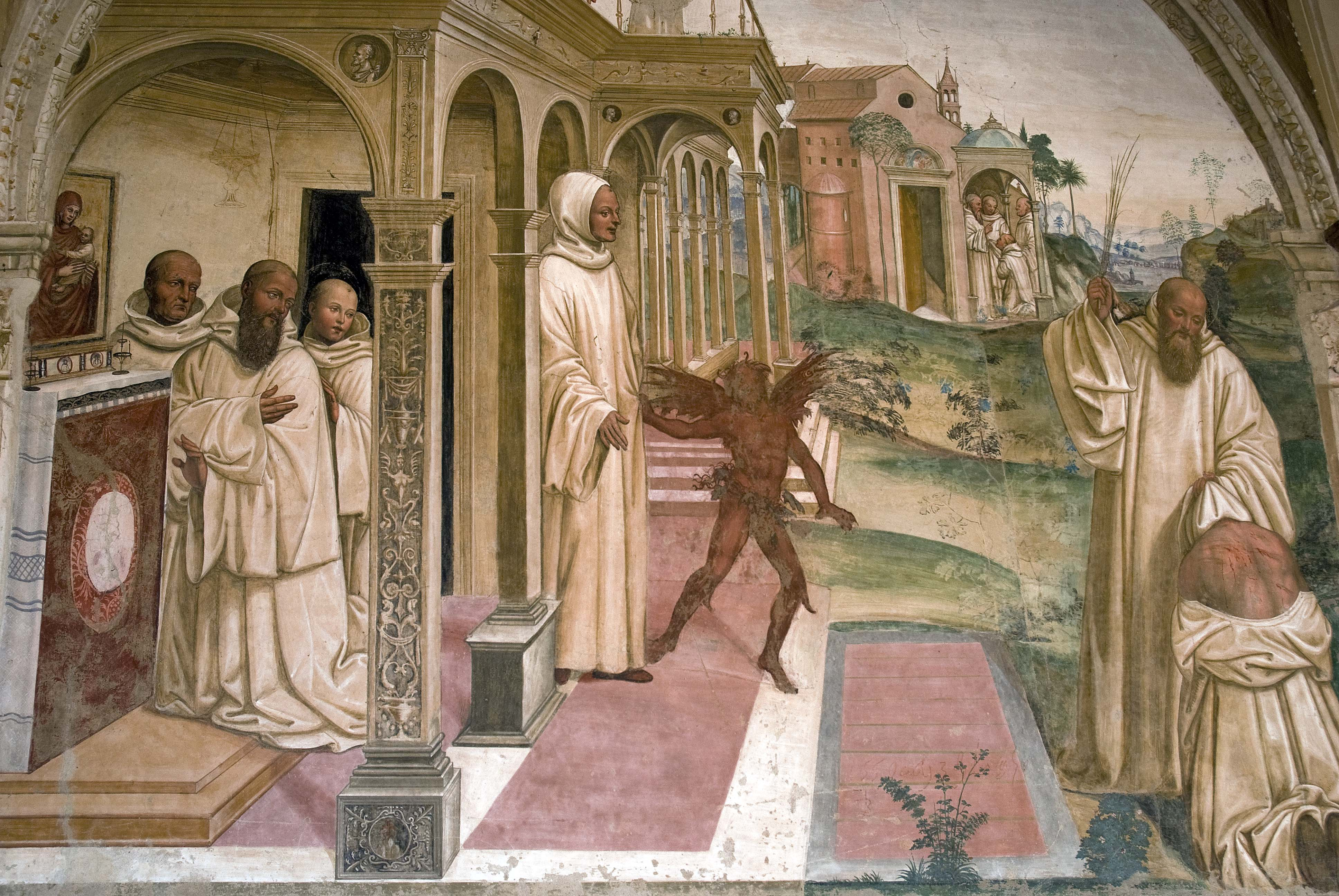
Бенедикт изгоняет дьявола из одержимого монаха
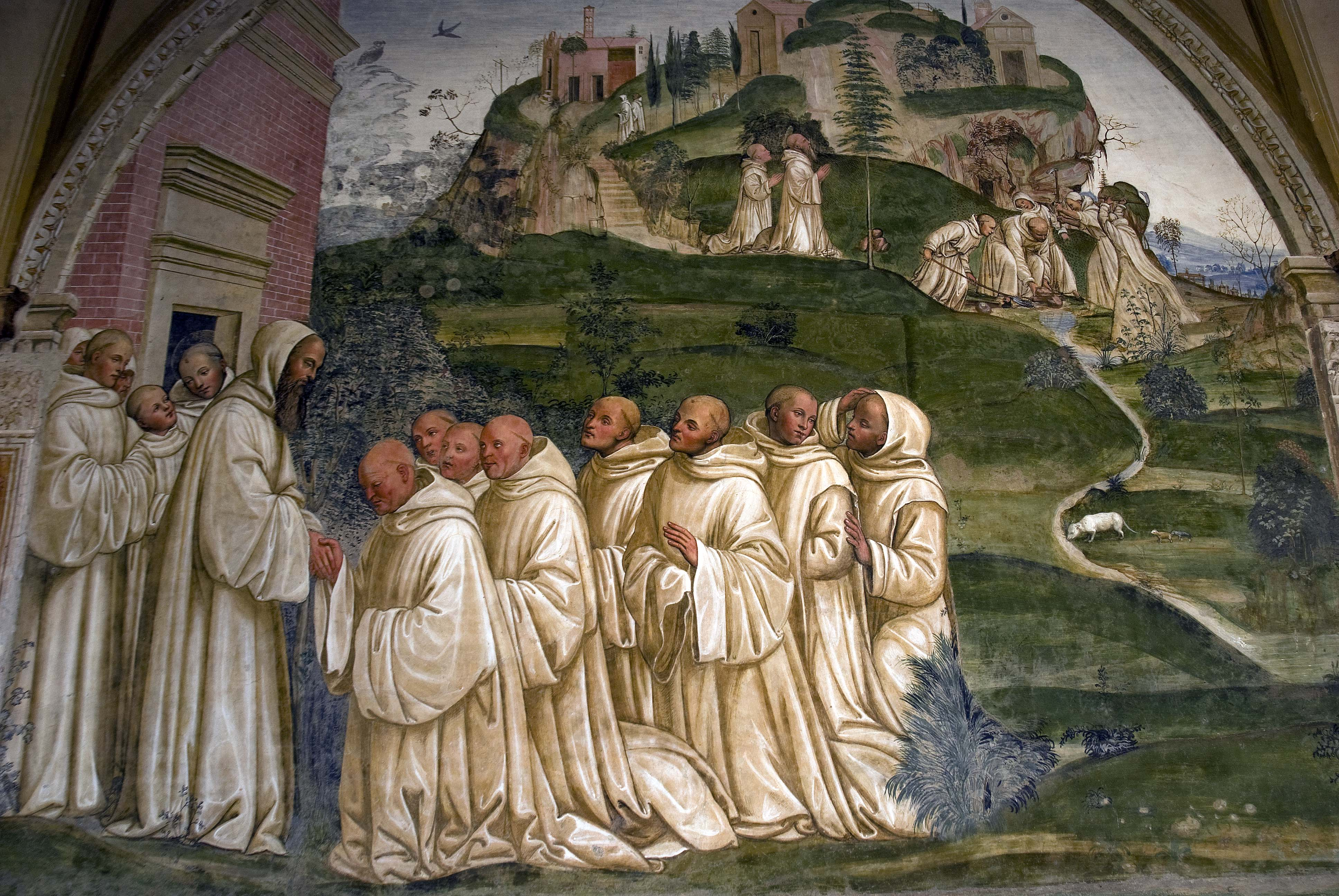
Бенедикт находит источник в горах
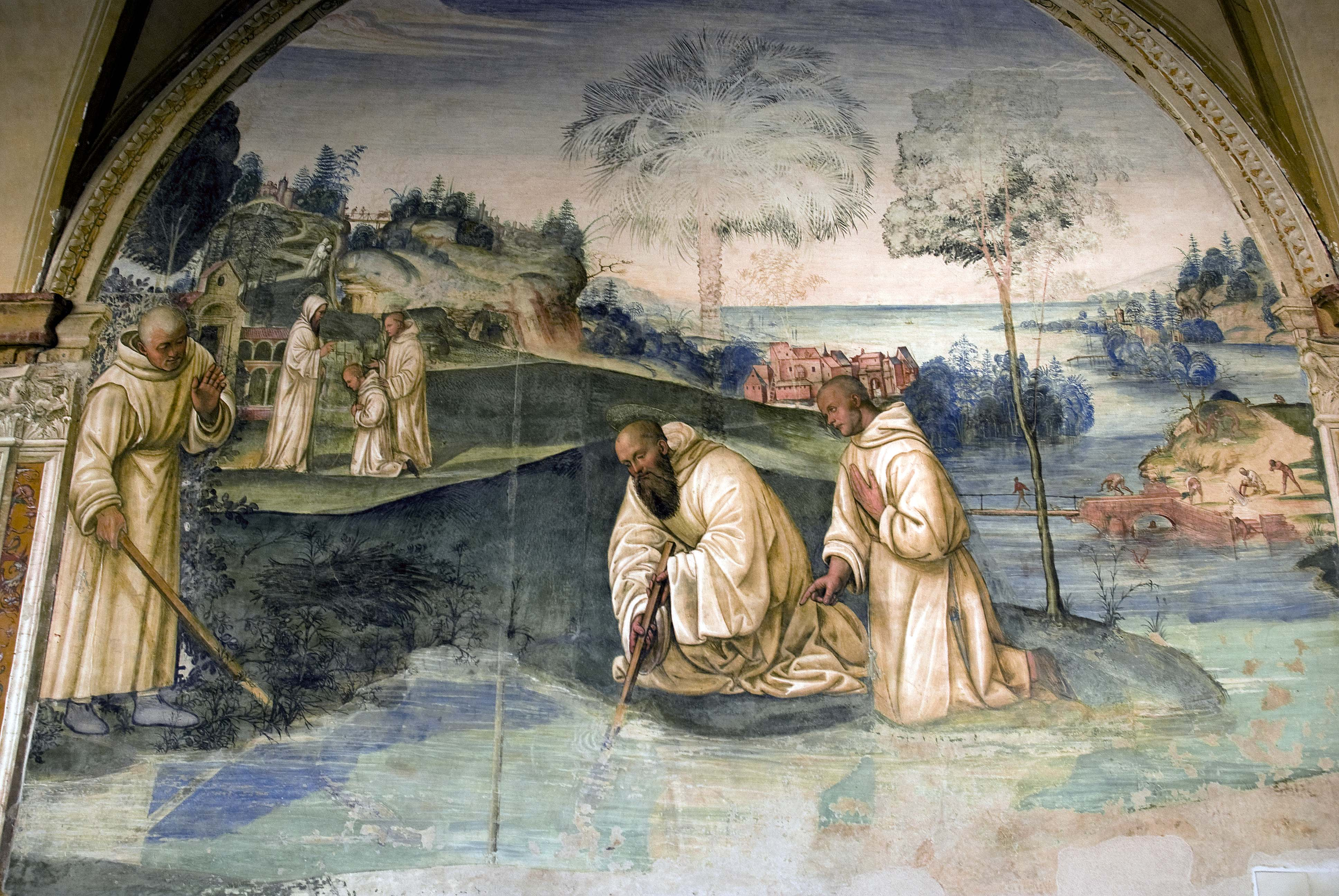
Чудо с серпом. (Бенедикт достает из воды утонувший сломанный серп, который чудесным образом восстанавливается)
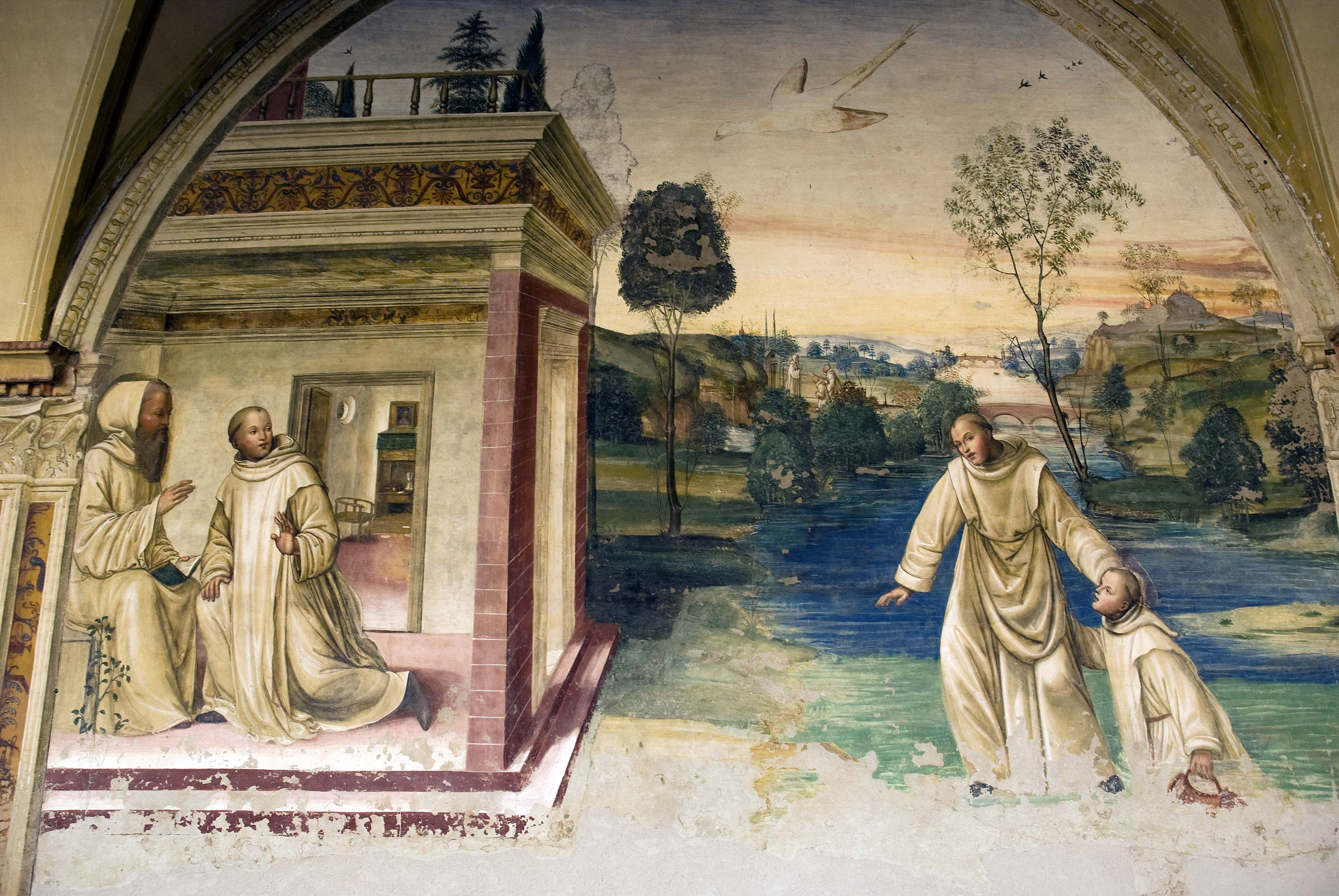
Чудесное спасение едва не утонувшего Мавра
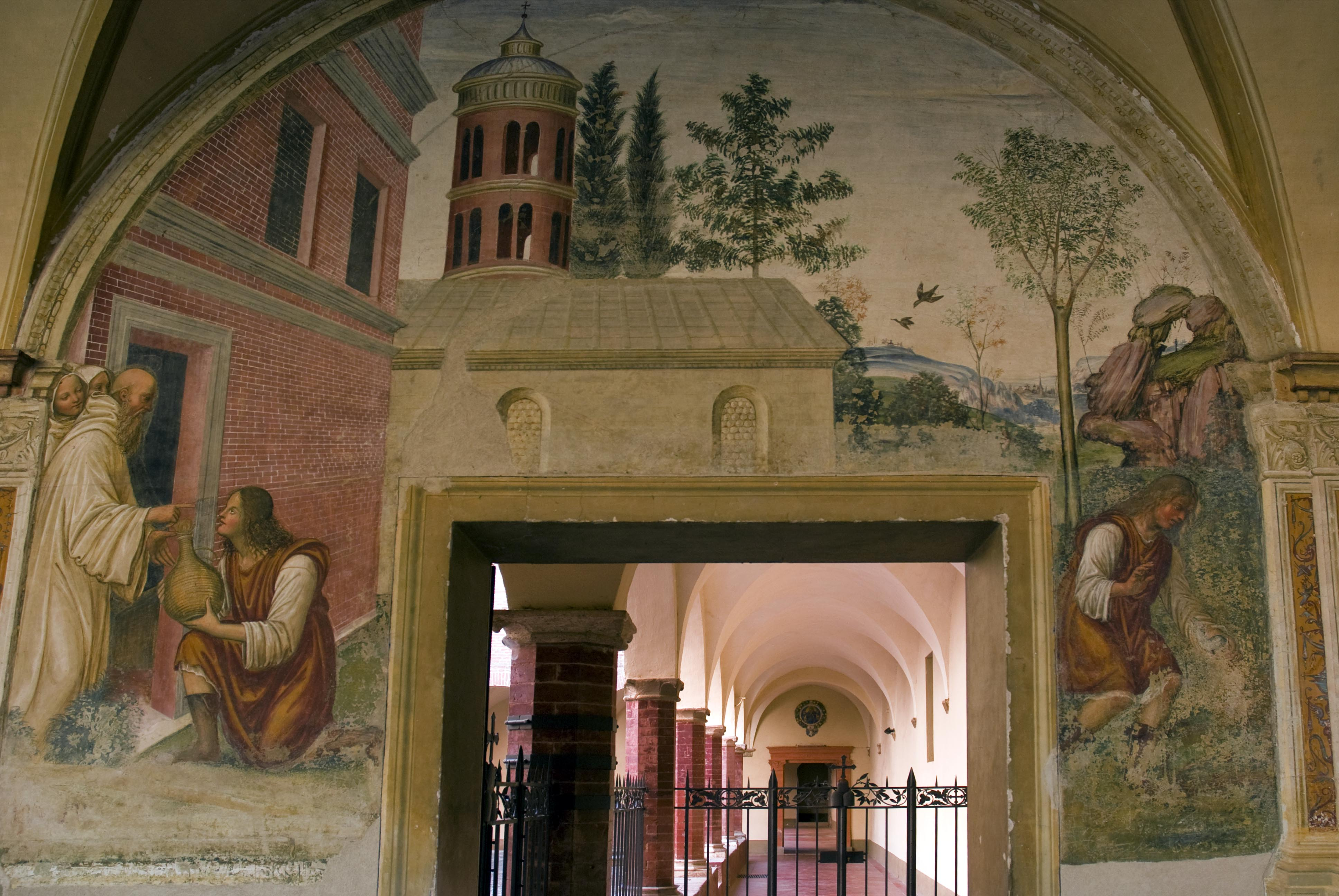
Бенедикт превращает бутыль в змею
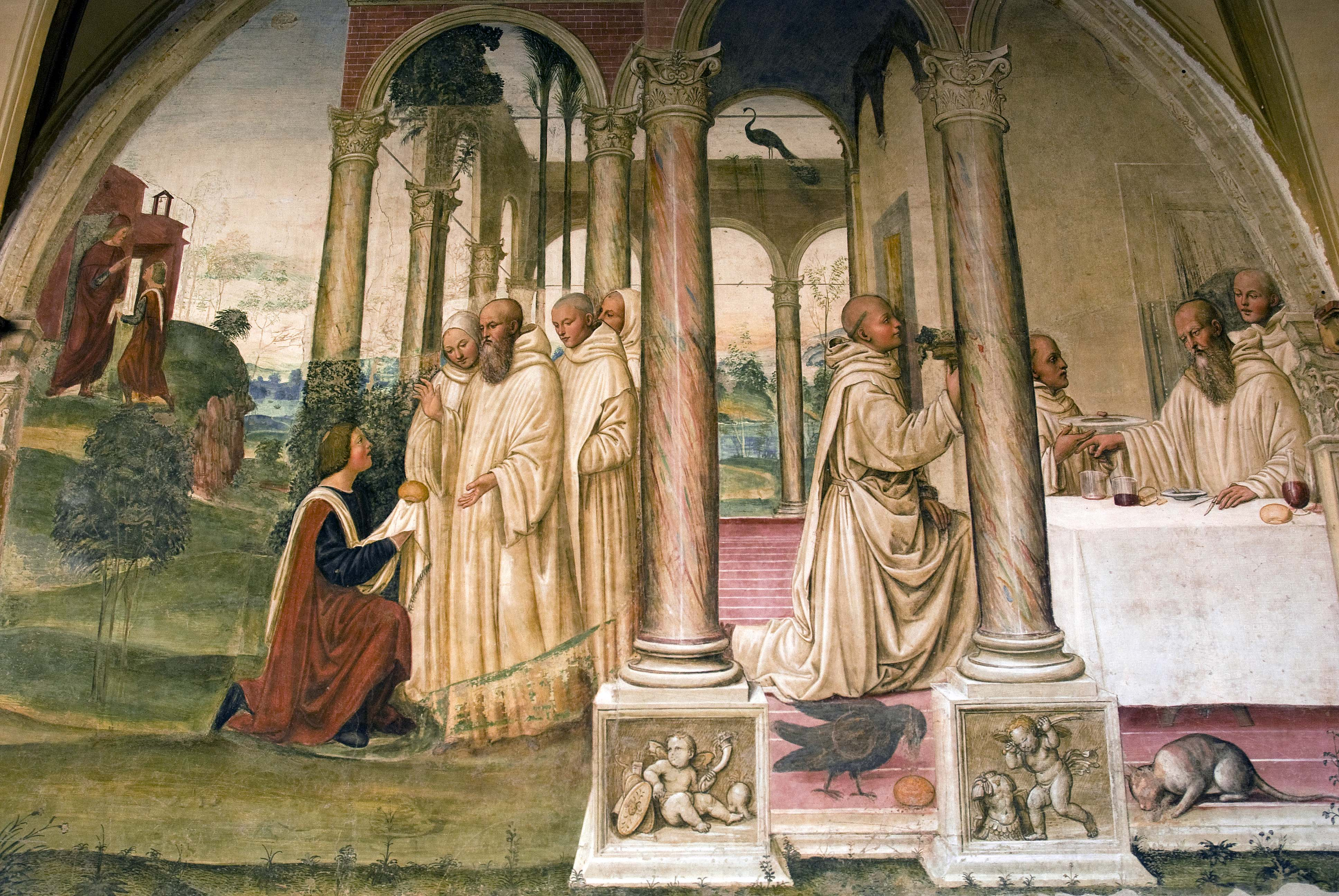
Флорентиус пытается отравить Бенедикта
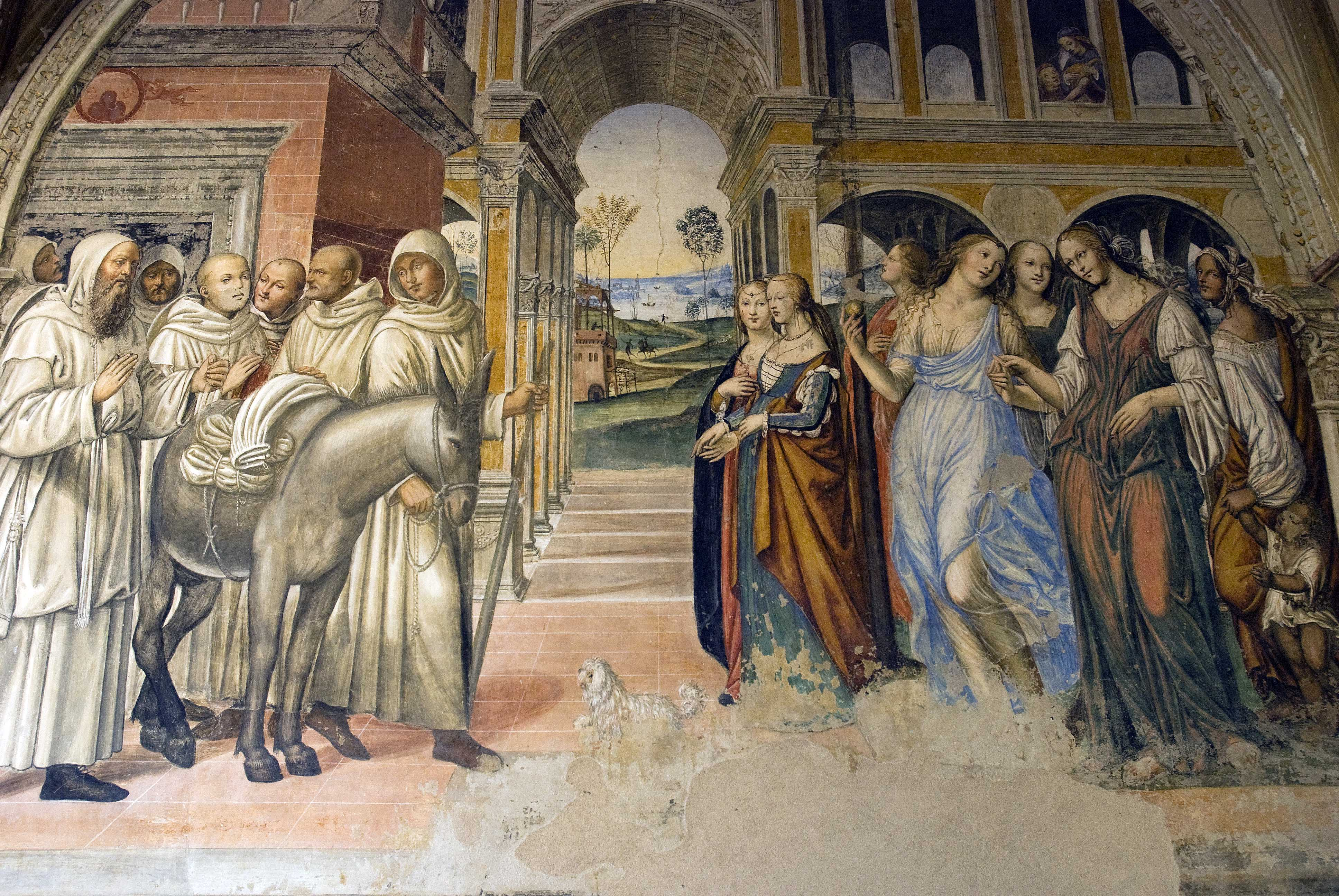
Флорентиус присылает куртизанок в монастырь
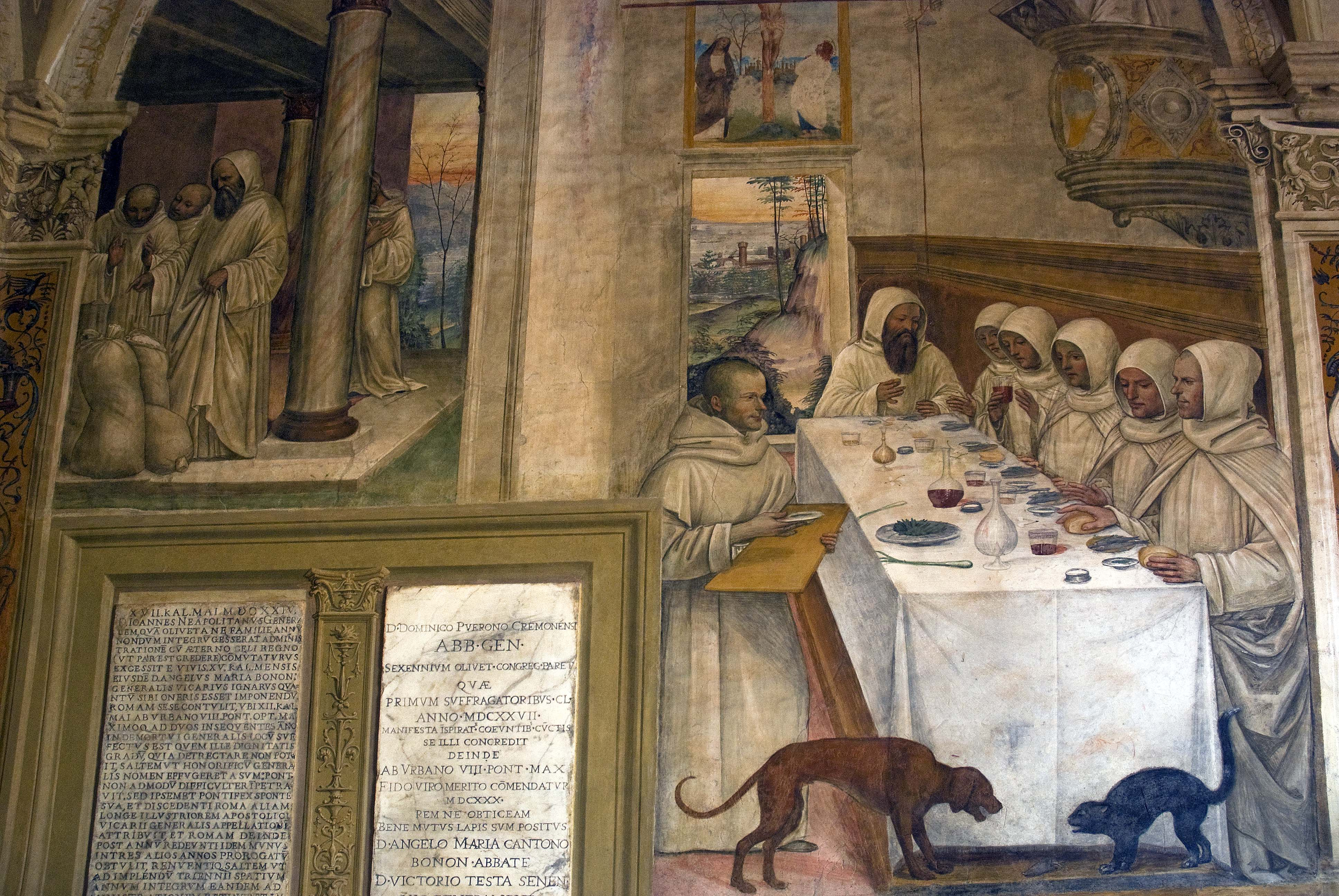
Бенедикт даёт монастырю муку
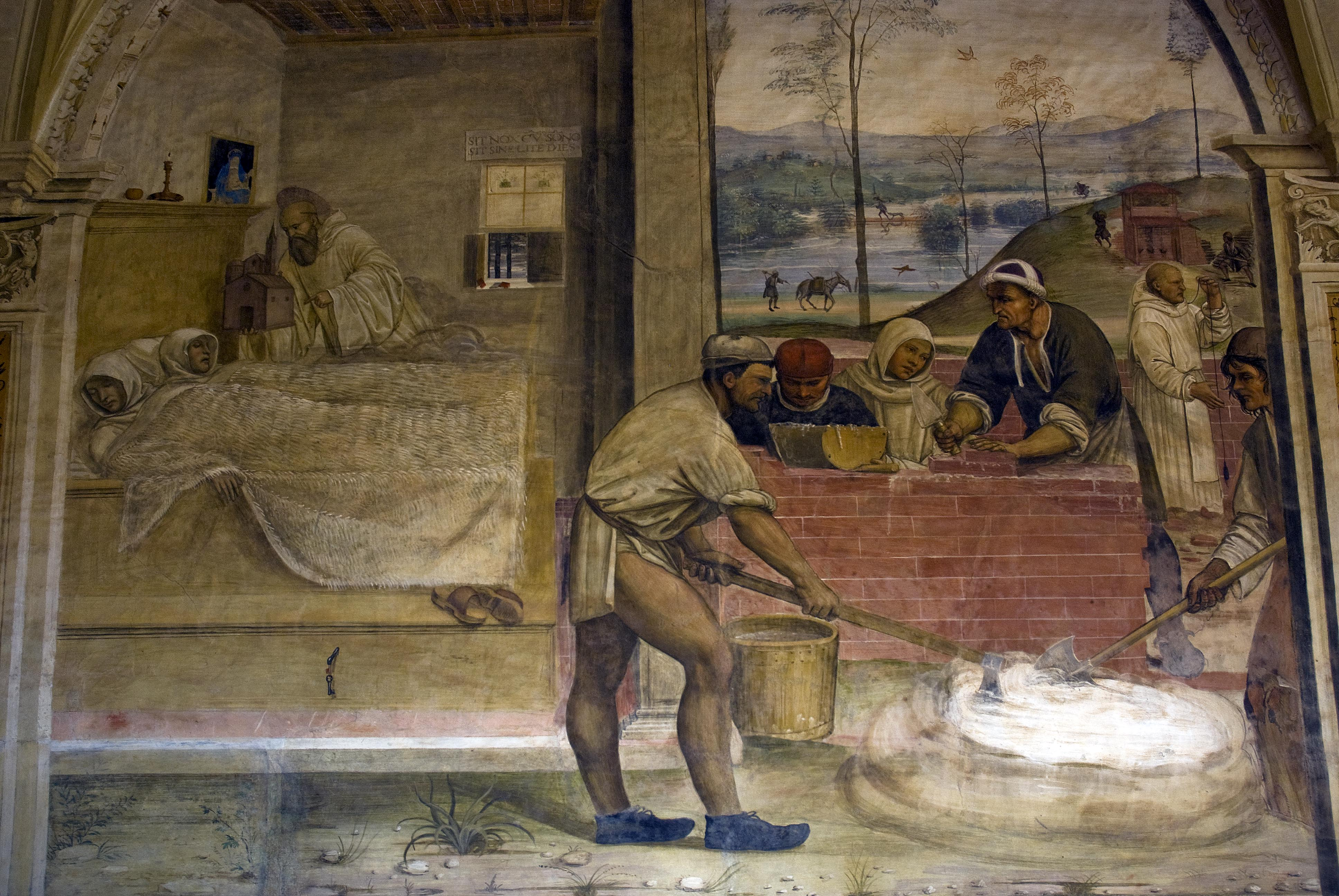
Бенедикт является во сне двум монахам
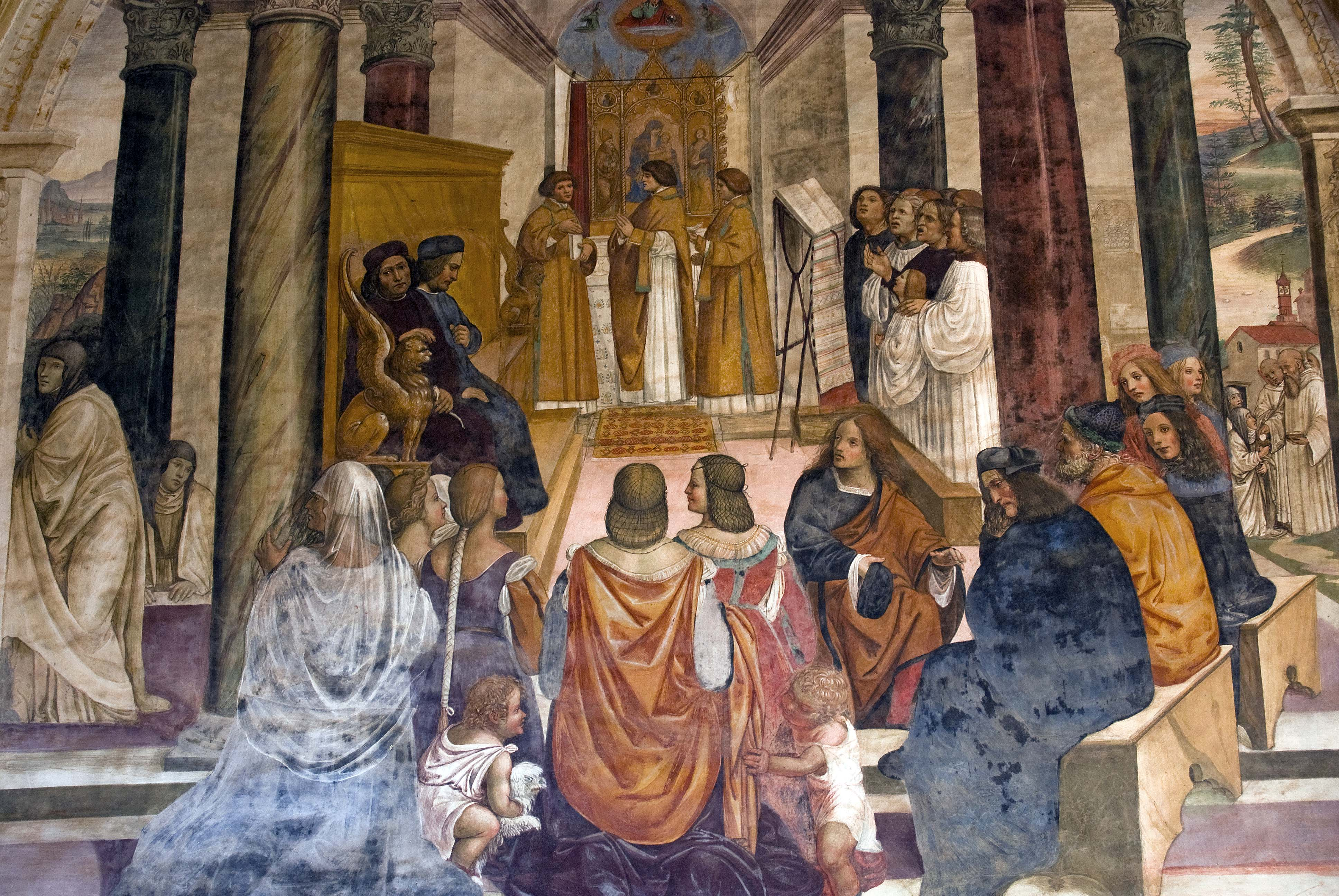
Отлучение двух монахинь
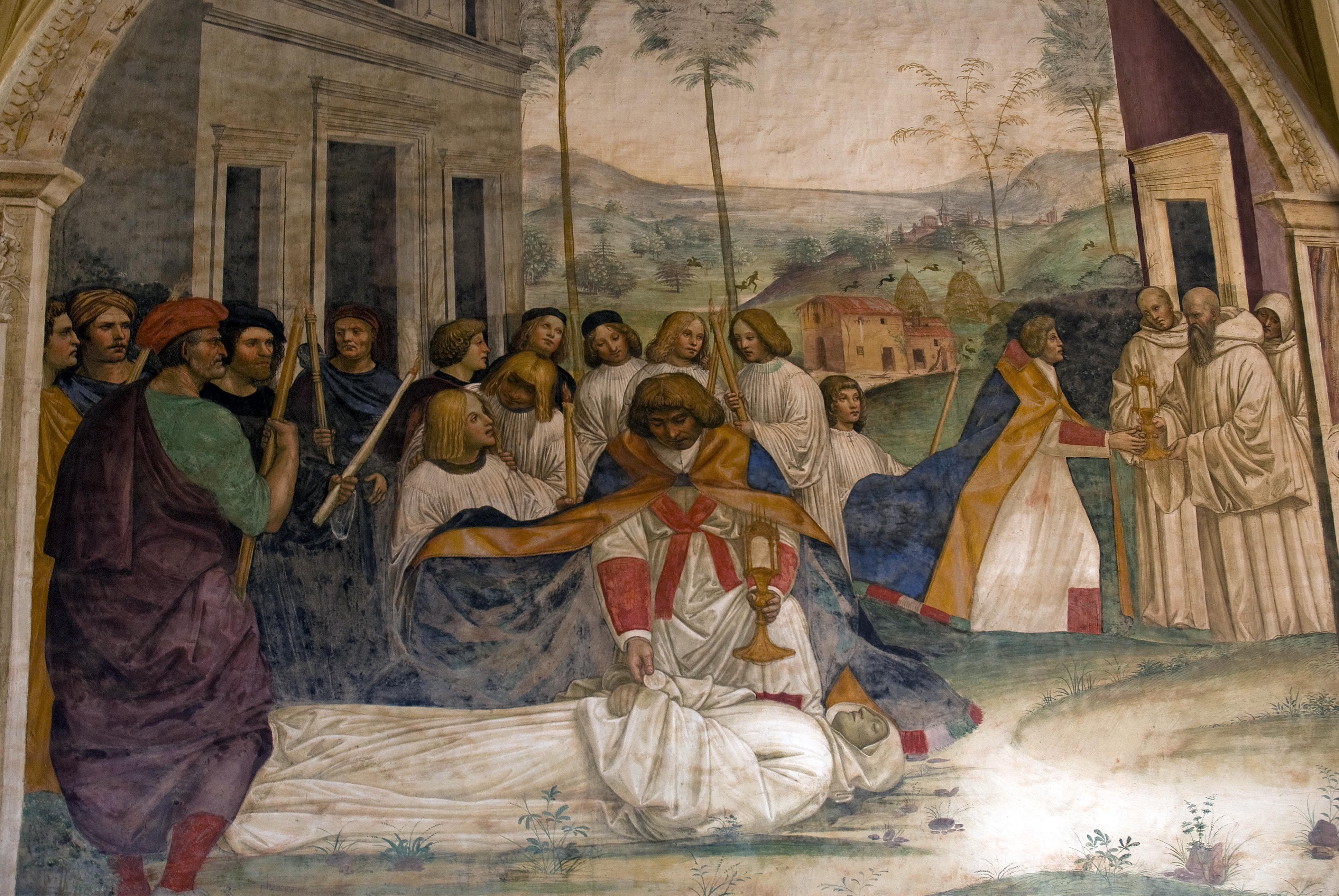
Бенедикт распоряжается положить на тело усопшего монаха облатку
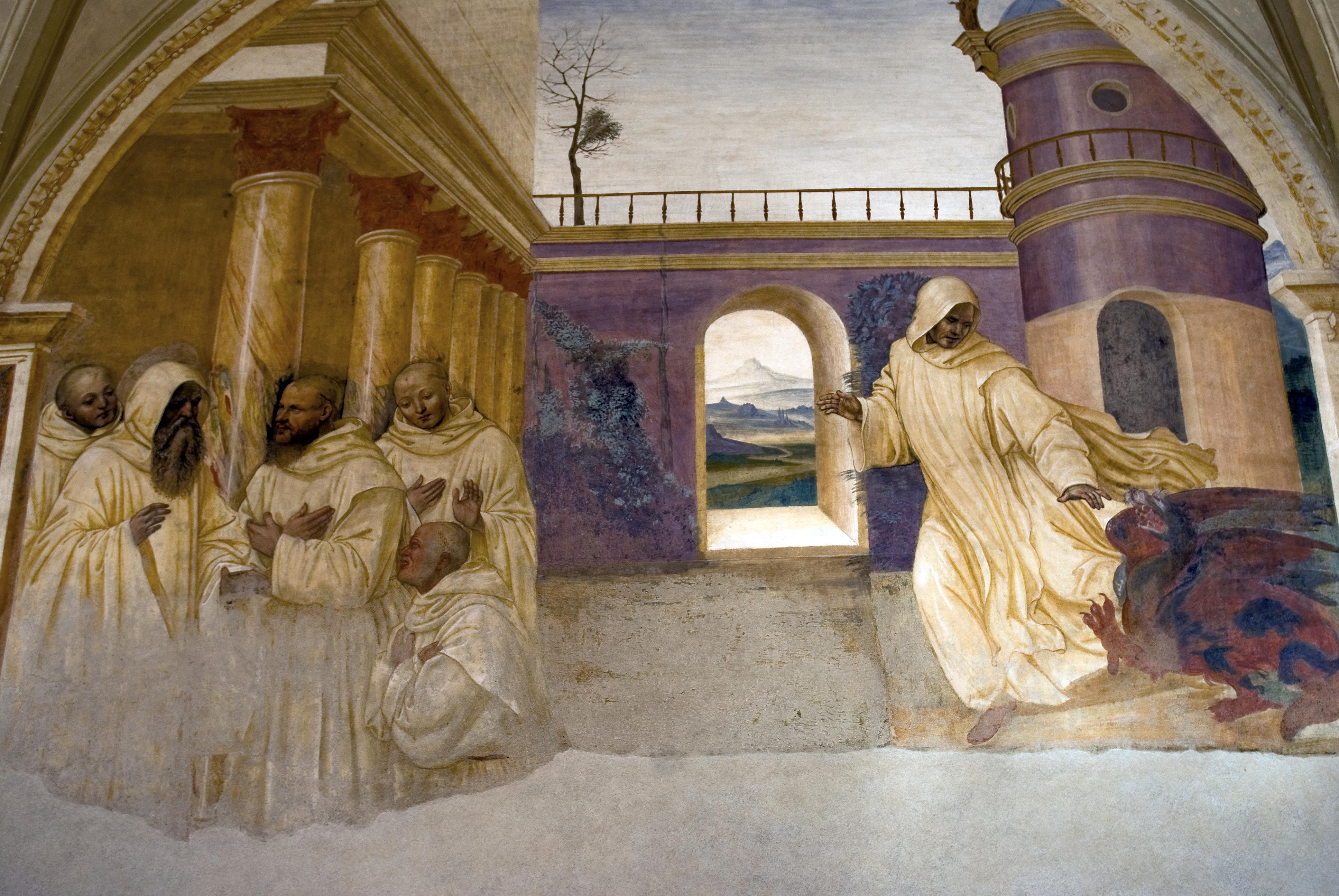
Бенедикт прощает беглого монаха

## Краткая библиография
- Джорджо Вазари. Жизнеописания наиболее знаменитых живописцев, ваятелей и зодчих. Москва. 1996. т. IV.
- Hayum, Andree. Giovanni Antonio Bazzi--"Il Sodoma. N-Y. Garland Pub. 1976.
- Carli, Enzo. Il Sodoma. Vercelli. 1979.
- Roettgen S. Italian Frescoes. The Flowering of the Renaissance. 1470—1510. Abbeville Press. N-Y. 1996.